# Iglesia de San Roque (París)
La iglesia de San Roque (en francés: église Saint-Roch) es una iglesia del Distrito I de París, situada en el 284 de la Rue Saint-Honoré y construida entre 1653 y 1722 según el proyecto inicial de Jacques Lemercier. Con una longitud de 126 metros y una planta medieval, es una de las iglesias más grandes de París. Está catalogada como monumento histórico desde el 7 de diciembre de 1914.
El parvis de la iglesia fue escenario de combates durante la insurrección realista del 13 vendimiario del año IV (5 de octubre de 1795). Saqueada durante la Revolución Francesa, la iglesia ha recuperado una parte de su patrimonio así como numerosas obras de arte provenientes de otras iglesias parisinas. Todavía en actividad, sigue siendo conocida como la «parroquia de los artistas», en alusión al número de ellos que han sido enterrados aquí o de los que se ha celebrado aquí su funeral y a la rica colección de obras de arte que se ha conservado, pero también porque es la limosnería de los artistas del espectáculo.

## Historia

### Construcción

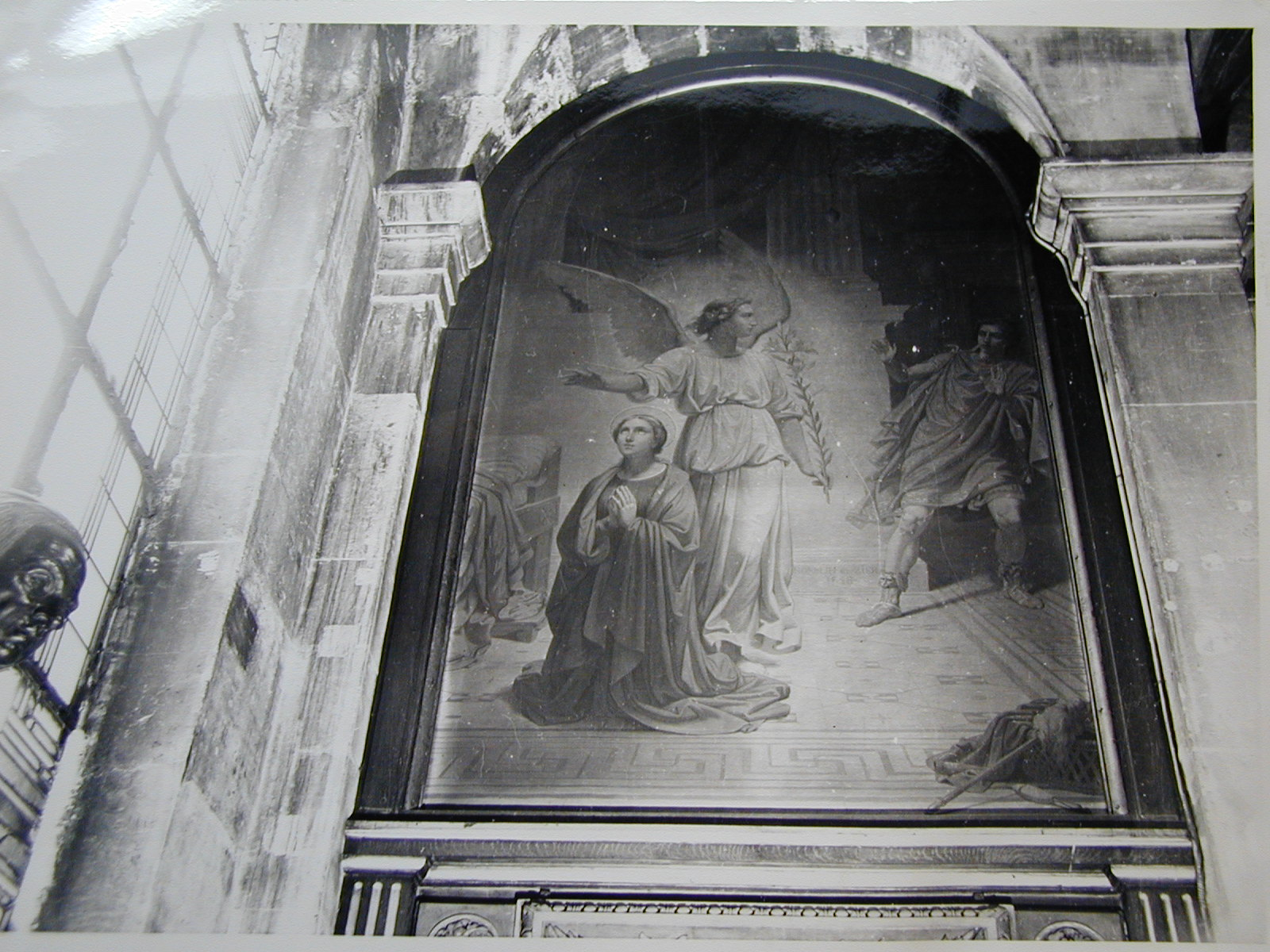
Capilla dedicada a santa Susana.

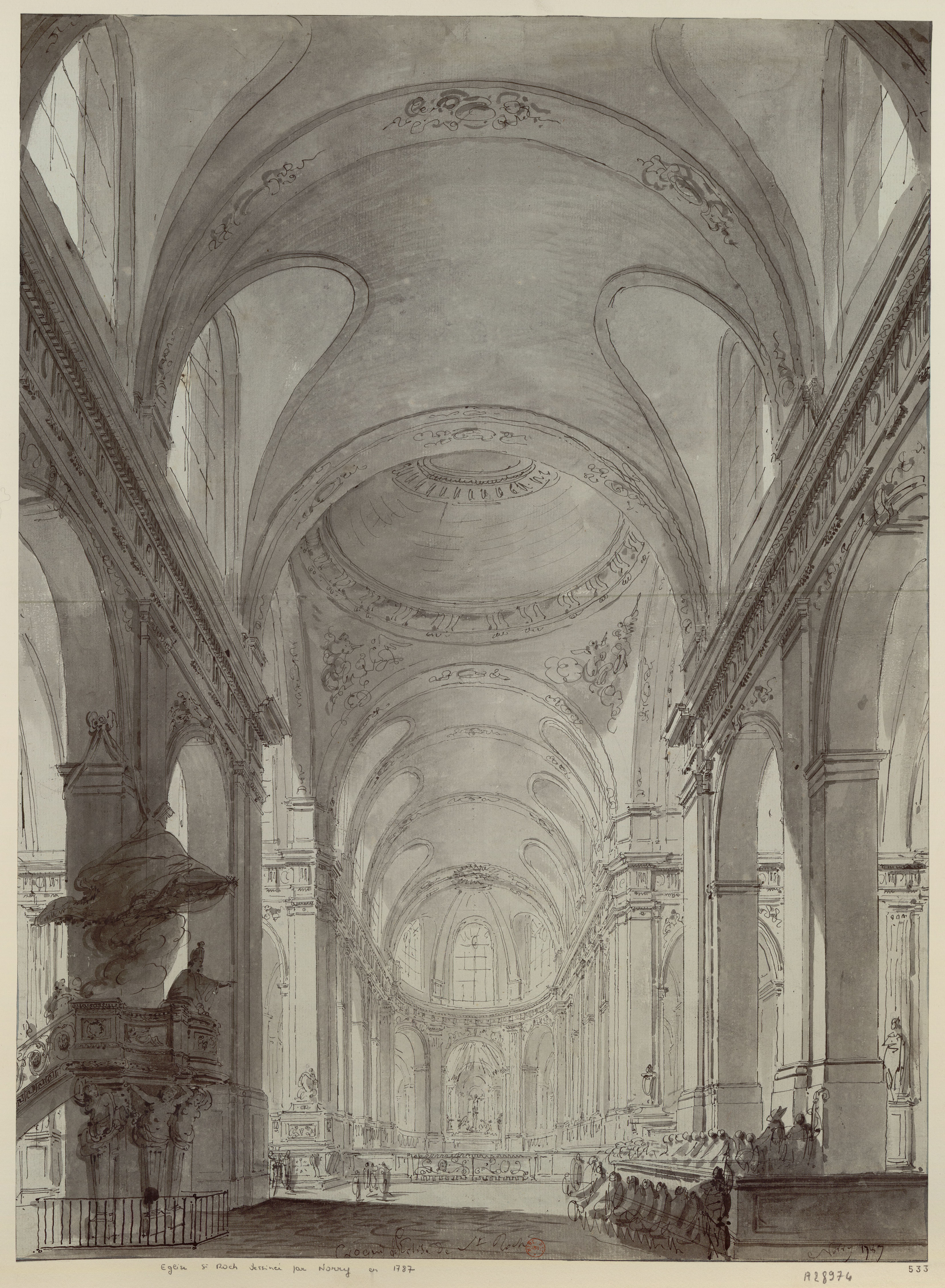
Croquis de la Iglesia de San Roque, por Charles Norry (1787).

En 1521, Jean Dinocheau, un comerciante parisino, hizo construir una capilla dedicada a santa Susana en el faubourg Saint-Honoré, situado cerca de París. En 1577, su sobrino, Étienne Dinocheau, transformó la capilla en una gran iglesia y la atribuyó el patrón de san Roque.
Inicialmente la Iglesia de San Roque servía como sucursal de la Iglesia de Saint-Germain-l'Auxerrois para los habitantes del faubourg Saint-Honoré, pero tras unos cincuenta años se convirtió en iglesia parroquial en 1629. El 30 de junio de 1633, una sentencia arzobispal asignó a la parroquia de San Roque el terreno situado al norte del Jardín de las Tullerías, desde la muralla de Carlos V hasta la muralla de Carlos IX.
La primera piedra del nuevo edificio fue puesta por el futuro Luis XIV, acompañado por su madre Ana de Austria, el 23 de marzo de 1653. En la nueva iglesia se consagró una capilla a santa Susana, en recuerdo de la iglesia precedente. Sobre el altar hay una pintura mural de santa Susana siendo perseguida. Elevando sus ojos al cielo, implora la ayuda de Dios. Debido a la falta de financiación, las obras se interrumpieron en 1660, cuando solo el transepto y la última crujía de la nave estaban acabados.
En 1690 se terminaron el coro y el transepto pero solo estaban protegidos por un techo provisional de madera. El 8 de junio de 1691, el mariscal Sébastien Le Prestre de Vauban casó aquí a su hija Jeanne Françoise con Louis Bernin, marqués de Valentinay y señor de Ussé.
A partir de 1701, Jules Hardouin-Mansart emprendió la construcción de una capilla dedicada a la Virgen que se componía de un espacio abovedado elíptico central rodeado por un deambulatorio que Pierre Bullet completará después de su muerte. Una vez más las obras se interrumpieron, y fueron retomadas en 1719 gracias a una donación del banquero Law, que financió el techo y la fachada de la iglesia. Entre 1728 y 1736, Robert de Cotte añadió una torre a la derecha del coro.
En 1735 se destruyó una torre de la fachada. Robert de Cotte trazó los planos de una nueva fachada con dos plantas, pero fue probablemente su hijo Jules-Robert de Cotte quien la realizó en 1739. El nivel inferior estaba decorado con columnas dóricas, y el nivel superior con columnas corintias. La princesa de Conti, hija legítima de Luis XIV, fue enterrada en esta iglesia en 1739.
En 1754, Jean-Baptiste Marduel hizo que Étienne-Louis Boullée construyera la capilla dedicada al Calvario, que será profundamente reelaborada a mediados del siglo XIX. Llamó a algunos de los artistas más ilustres de su tiempo para decorarla, entre los cuales Étienne Maurice Falconet, Pierre Vien y Doyen.
En 1756, Jean-Baptiste Pierre pintó la Asunción en la cúpula de la capilla de la Virgen, y Falconet esculpió encima de la arcada detrás del altar de la Virgen una gloria según el modelo de la de la Basílica de San Pedro de Roma. Colocó a continuación un grupo de la Anunciación, actualmente desaparecido, e instaló, en la capilla del Calvario, una roca con un crucifijo, también desaparecido. En 1758, Jean-Baptiste Marduel hizo que Simon Challe realizara un púlpito, que será reelaborado dos veces. De la obra inicial solo se conserva la parte superior, y un conjunto de pinturas y esculturas en el transepto.
En 1850, destruyendo así la obra de Boullée, la capilla del Calvario se transformó en capilla de los catecismos, y en 1879 se destruyó la torre situada en el lado derecho, debilitada por la apertura de la Avenue de l'Opéra.

### La iglesia y la historia

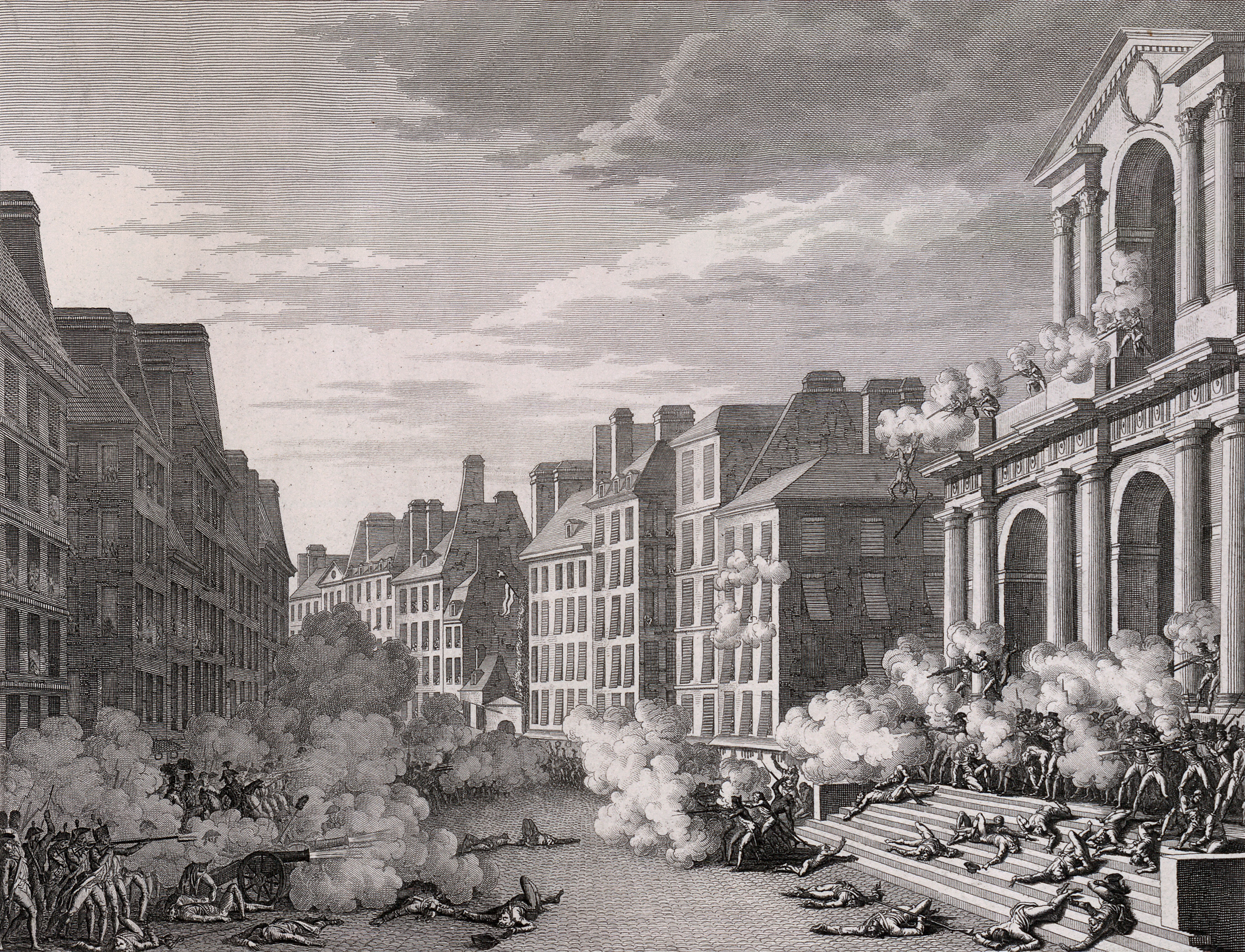
Jornada del 13 vendimiario: el general Bonaparte hace disparar el cañón contra los insurgentes realistas. Los impactos sobre la fachada son todavía visibles en la actualidad.

En los tiempos de la Revolución Francesa, esta iglesia se encontraba en el centro de los combates, como testimonia su fachada plagada de agujeros todavía en la actualidad. Los grupos revolucionarios como el Club de los Jacobinos o el Club des Feuillants se reunían en la época en los claustros de la Rue Saint-Honoré. A lo largo de esta calle circulaban los vehículos que llevaban los condenados de la Conciergerie a la Place de la Concorde, donde eran ejecutados. A dos pasos de allí, en el Palacio de las Tullerías, el general Napoleón Bonaparte puso fin a la rebelión realista.
Aún son visibles en la fachada los daños ocasionados por estas confrontaciones. Más graves son los daños cometidos en el interior de la iglesia: un saqueo sistemático condujo a la desaparición de numerosos objetos y obras de arte. Entre ellos se encontraba el retrato de uno de los fundadores de la iglesia, Dinocheau, que había estado expuesto durante mucho tiempo en una de las capillas.
San Roque fue dedicada con el nombre de Temple du Génie («Templo del Genio») por decreto del 6 brumario del año VII (27 de octubre de 1798), y posteriormente el 7 de enero de 1815 la iglesia fue saqueada a gritos de «muerte a los curas» por cinco mil manifestantes en protesta contra la negativa por parte de la Iglesia de dar cristiana sepultura a la actriz Mademoiselle Raucourt.

## Descripción

### Planta y organización general
La planta y los principios arquitectónicos iniciales de San Roque se inspiran en ciertos edificios construidos por los jesuitas, como la Casa Profesa de Roma, cuyo diseño se quiso adaptar a la liturgia católica reformada por el concilio de Trento:

una iglesia en cruz latina, a nave única, rodeada por capillas comunicantes y un transepto que sobresale ligeramente, con bóveda de cañón, ventanas altas, cúpula en el crucero, y fachada a dos órdenes superpuestos de anchura desigual coronada por un frontón.

Este modelo arquitectónico se había introducido en Francia desde principios del siglo XVII bajo múltiples variantes. En París, por ejemplo, seguían este modelo la iglesia de los Feuillants (1600-1608), la iglesia de los carmelitas descalzos (1613-1620), la Iglesia de San Pablo y San Luis (1627-1641), anteriormente casa profesa de los jesuitas, el noviciado de los jesuitas (1634) y la Capilla de la Sorbona (1634).
La iglesia está alineada según un eje sur-norte, constituyendo por tanto una excepción a la habitual regla de orientación oeste-este, con una fachada barroca reconstruida hacia 1730 al sur y un coro al norte al que se han añadido sucesivamente varias capillas alineadas, entre las cuales está la de la Virgen. Este edificio presenta otra particularidad, la ausencia de campanario, debida a las obras de demolición realizadas en el siglo XIX en la remodelación del Passage Saint-Roch.

Una fachada en la tradición del modelo llamado jesuita
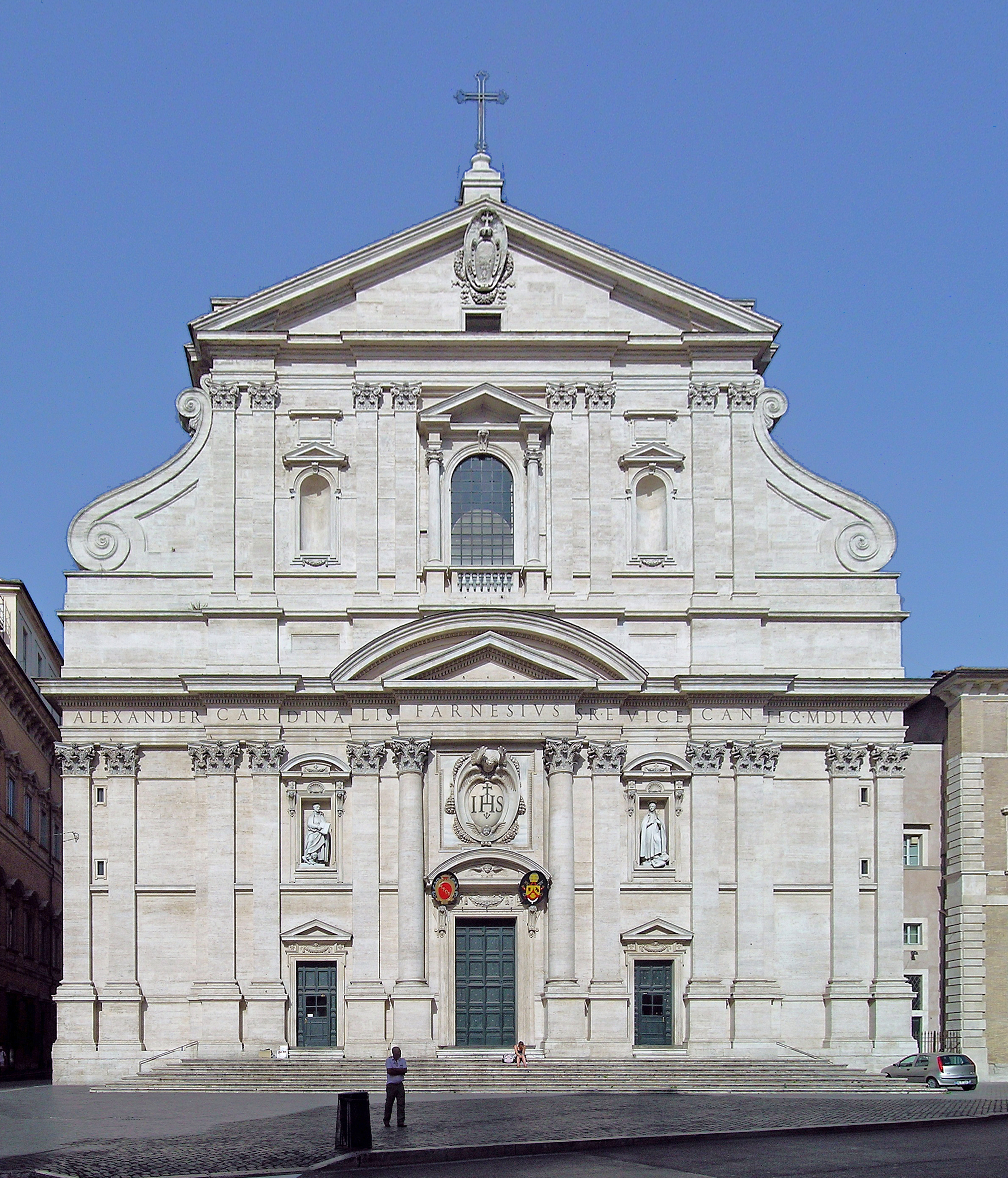
Iglesia del Gesù en Roma (1568-1580)
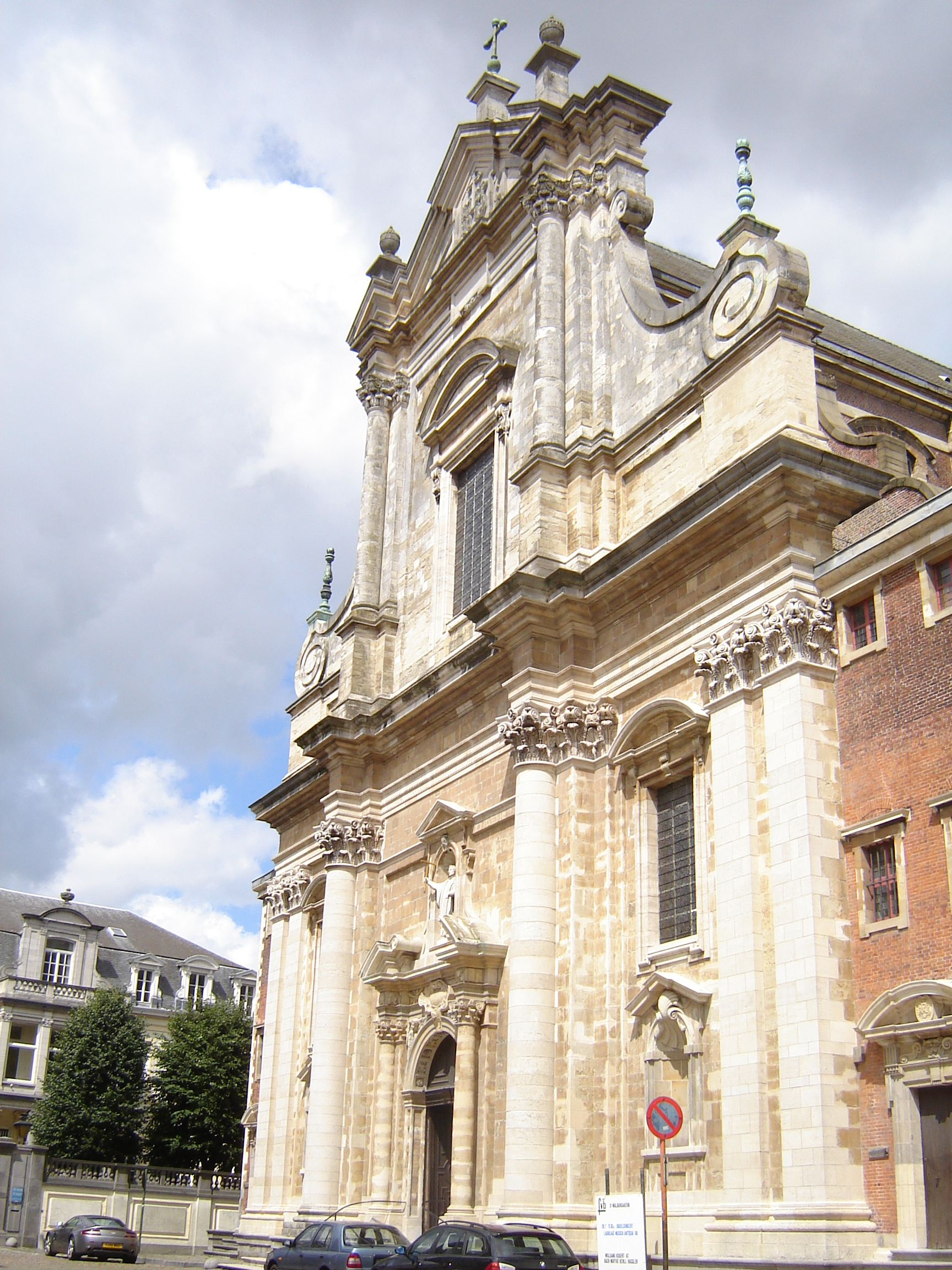
Iglesia de santa Walburga de Brujas (1619-1643)
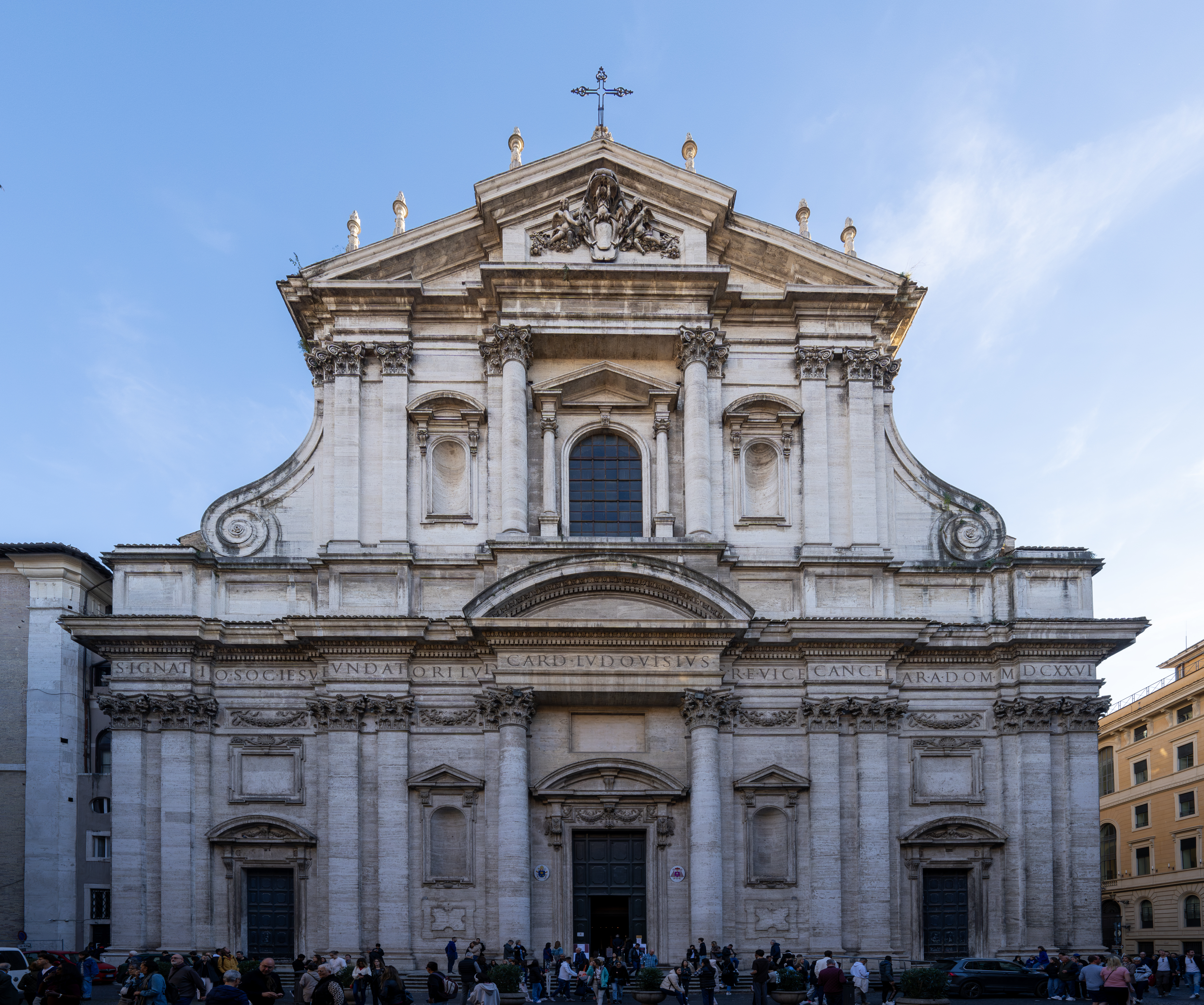
Iglesia de San Ignacio de Roma (1626)
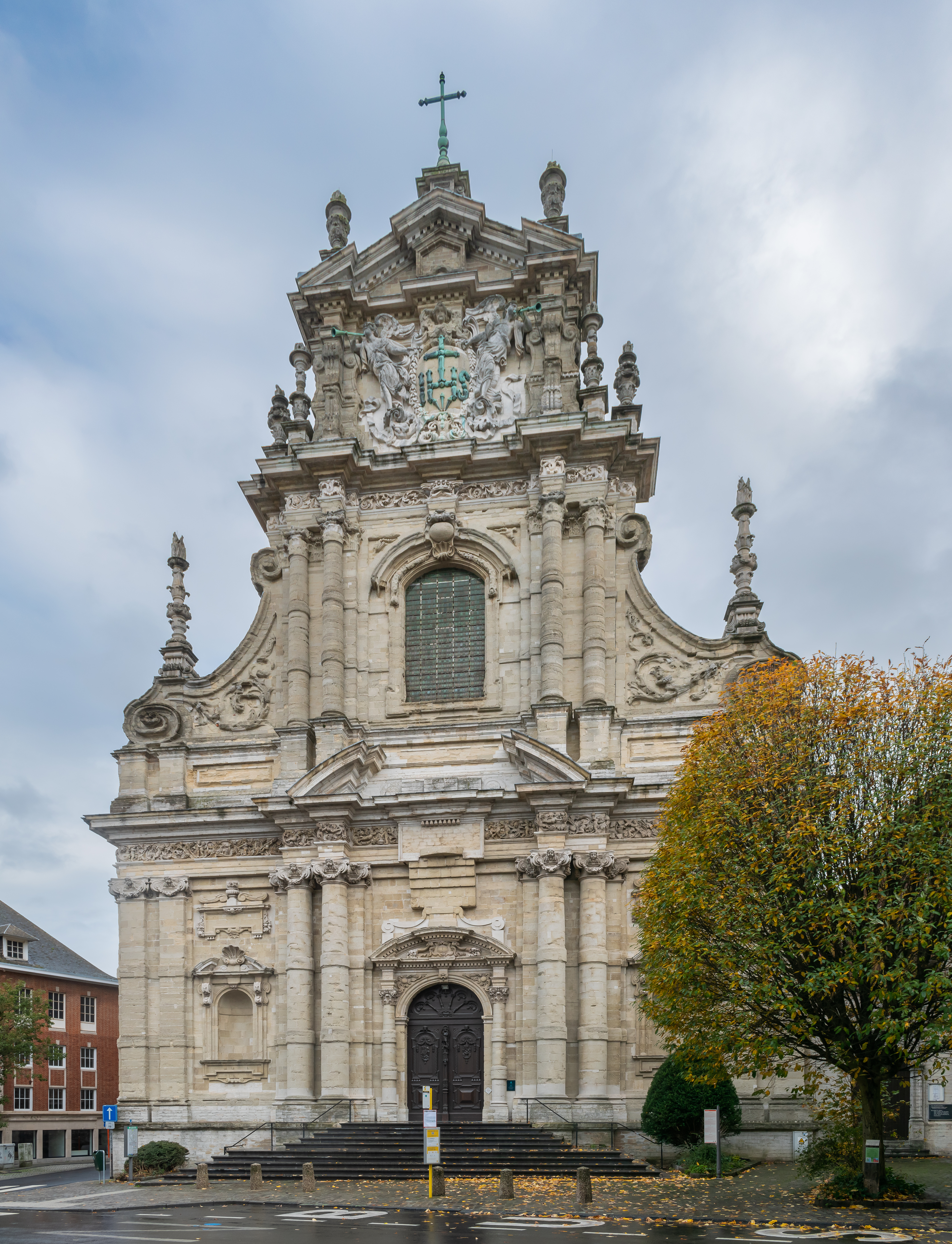
Iglesia de San Miguel de Lovaina (1650-1666)

### Interior
De norte a sur, el edificio presenta una serie de capillas o de elementos arquitectónicos, los principales de los cuales se describen a continuación.

#### Capilla del Calvario
La capilla del Calvario fue construida en 1754 según el diseño de Falconet en la ubicación del antiguo cementerio, al norte de la iglesia. Su eje principal es perpendicular al eje principal norte-sur del edificio. Fue construida por iniciativa de Jean-Baptiste Marduel, cura de la parroquia de 1749 a 1789, que confió su realización al joven arquitecto Étienne-Louis Boullée, quien rediseñó también los altares de los transeptos y sus retablos. Sin embargo, este trabajo, profundamente alterado cuando se amplió la capilla en 1850, fue sustituido posteriormente por una nueva decoración encargada por el Ayuntamiento de París.
Actualmente se accede a esta capilla por una puerta que da hacia la rue Saint-Roch o desde el deambulatorio de la capilla de la Virgen, mediante un pasillo que rodea la capilla de la Adoración. La nave de la capilla está orientada de oeste a este formando un ángulo recto con el eje de la iglesia y contiene, al este, un coro dedicado a la Virgen y, en su lado norte, tres hornacinas laterales que albergan una Crucifixión de Jehan Du Seigneur, un altar excavado en un macizo rocoso dominado por un Cristo crucificado de Michel Anguier y un Sepulcro de Cristo de Louis Pierre Deseine (1819).

Capilla del Calvario
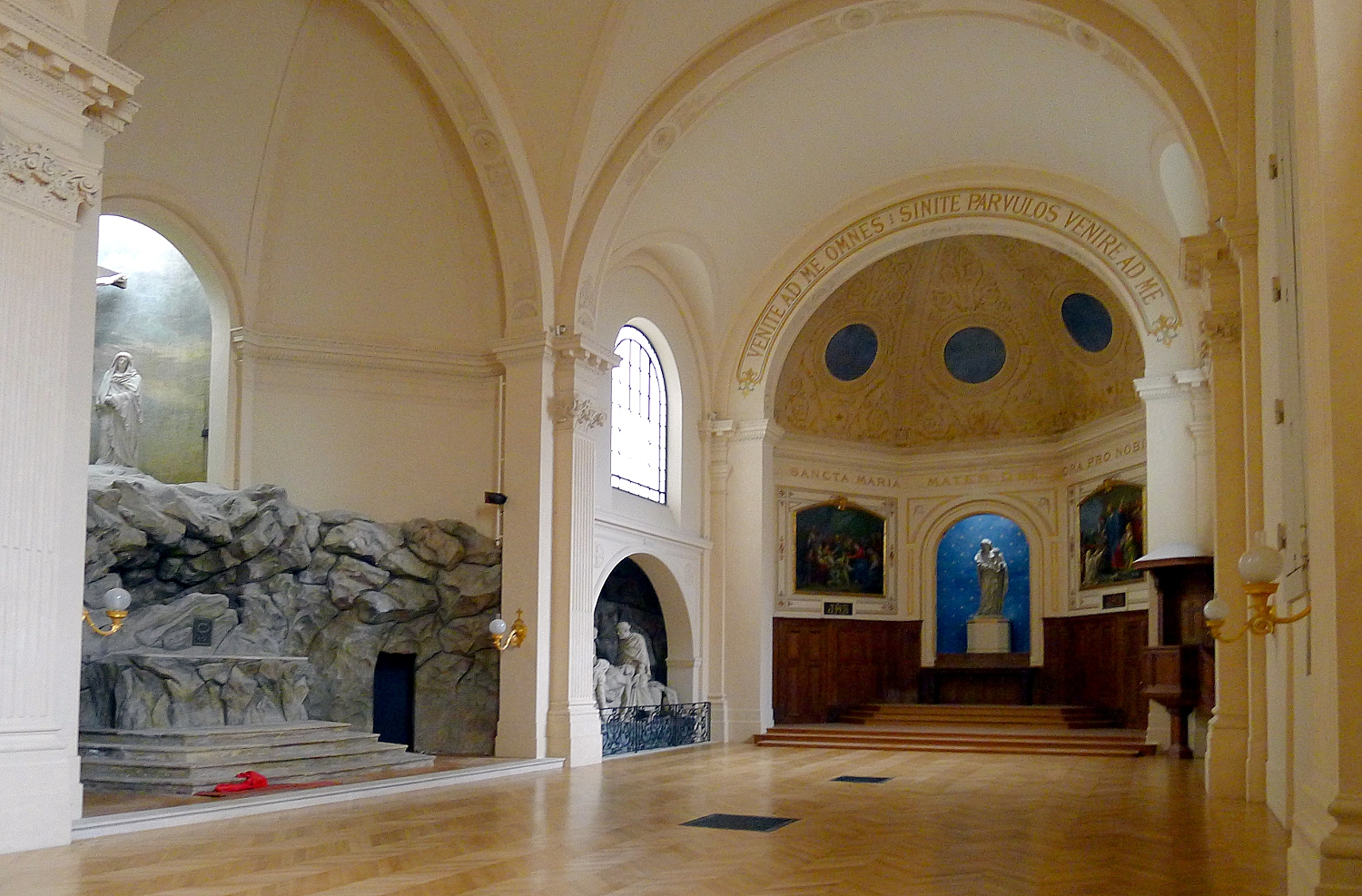
Vista general de la capilla del Calvario.
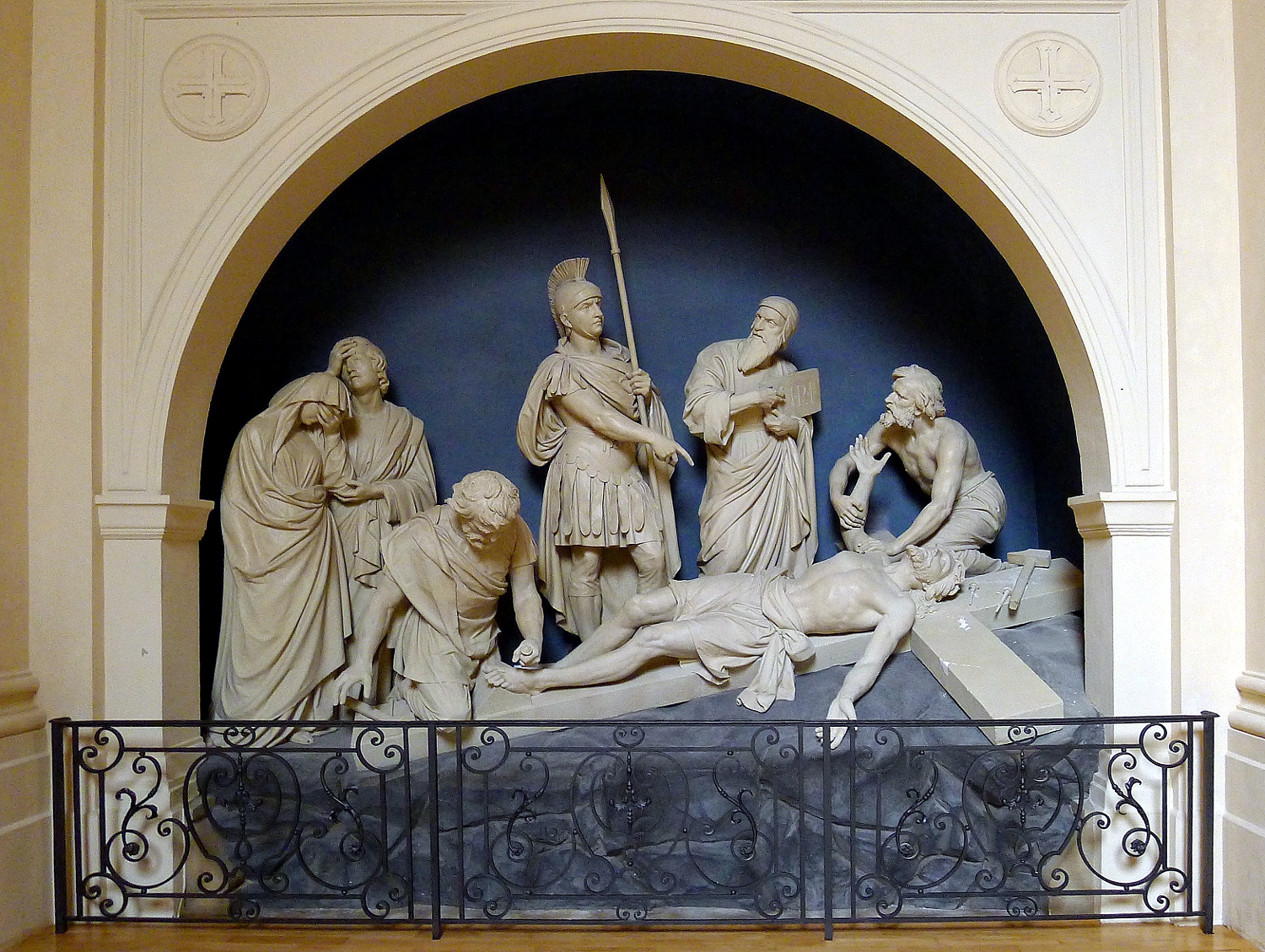
La Crucifixión, Jehan Du Seigneur.
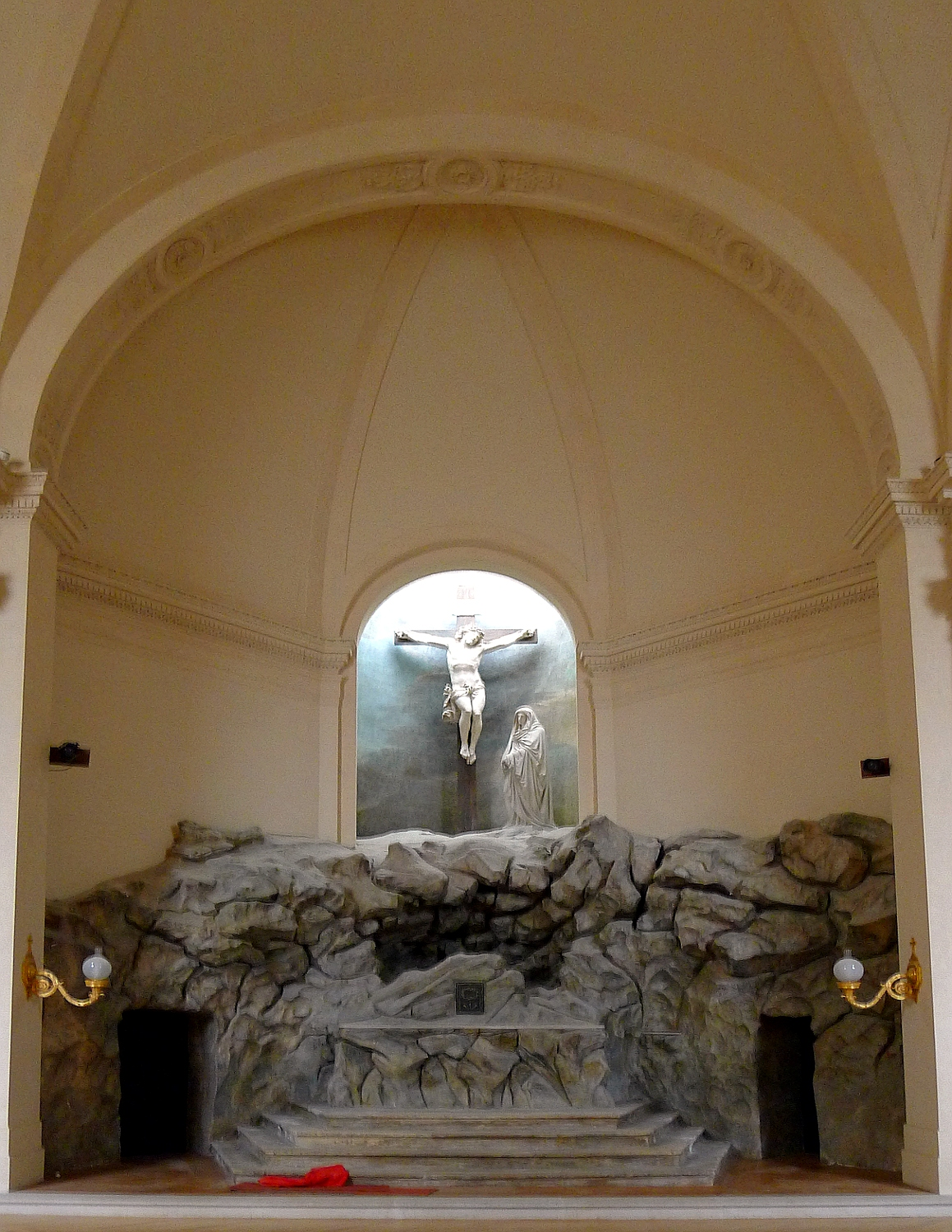
El altar con el Cristo crucificado de Michel Anguier.
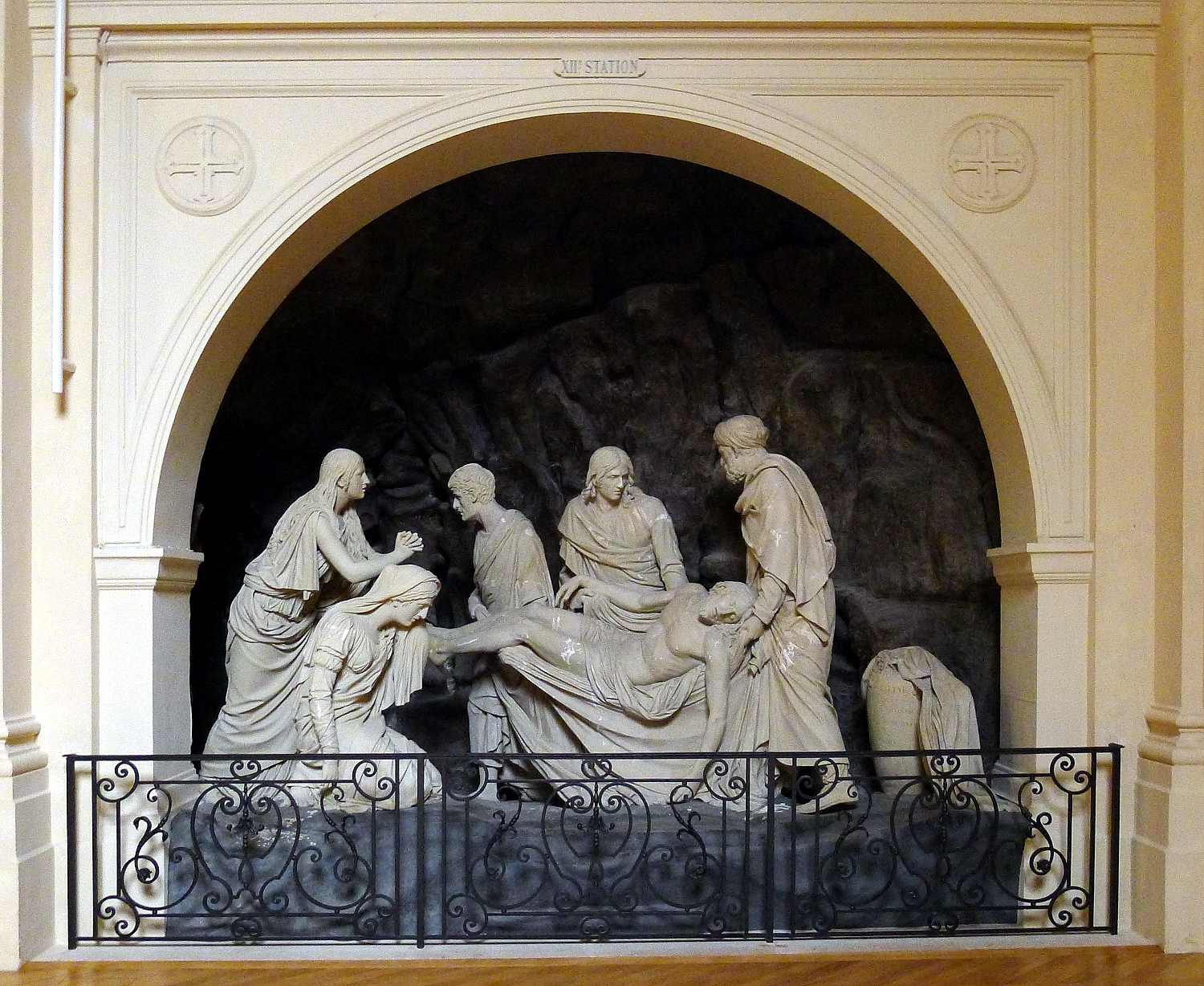
Sepulcro de Cristo, Louis Pierre Deseine.

#### Capilla de la Comunión
Construida usando fondos procedentes de donaciones de Law, esta capilla llamada de la Comunión fue finalizada en 1717, y bendecida solemnemente el 1 de noviembre de 1758 por Jean Félix Henri de Fumel, obispo de Lodève, durante una gran misa pontifical a la que asistieron numerosos prelados. Dio su sermón en el nuevo púlpito, obra de Simon Challe. La capilla de la Comunión se articula sobre el eje norte-sur de la iglesia en prolongación de la capilla de la Virgen, bajo la forma de una hornacina abierta en el deambulatorio que rodea esta última. Bañada en una semioscuridad pretendida, está iluminada por solo dos vidrieras y posee una ornamentación religiosa original, compuesta por un crucifijo solar, un Arca de la Alianza (siglo XIX) y dos candelabros de siete brazos inspirados en el mobiliario del Templo de Jerusalén. Las dos vidrieras representan, a la izquierda, a san Dionisio Areopagita, y a la derecha, a Denys Affre, arzobispo de Paris desde 1840 hasta 1848.

Capilla de la Comunión
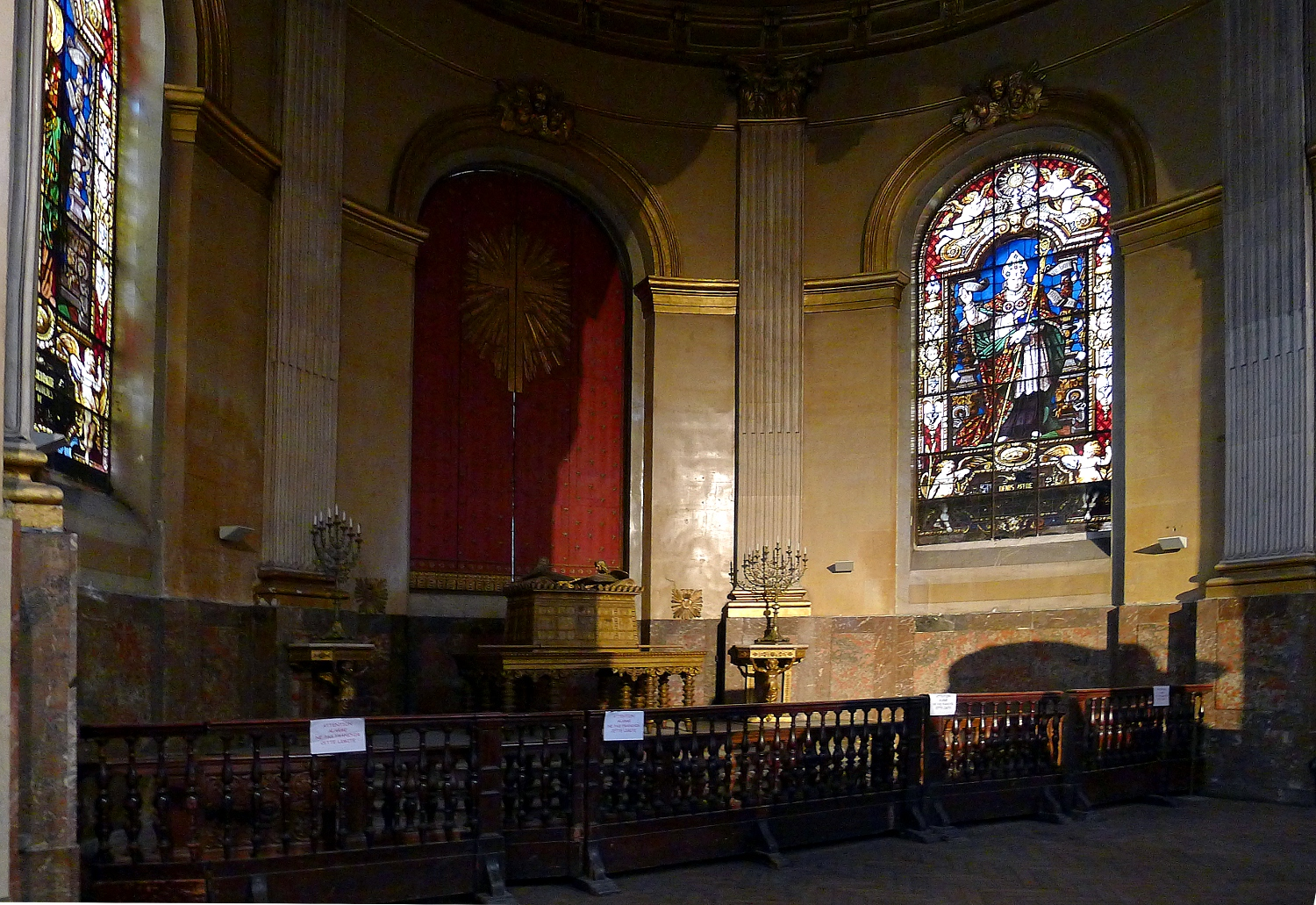
Vista general de la capilla de la Comunión.
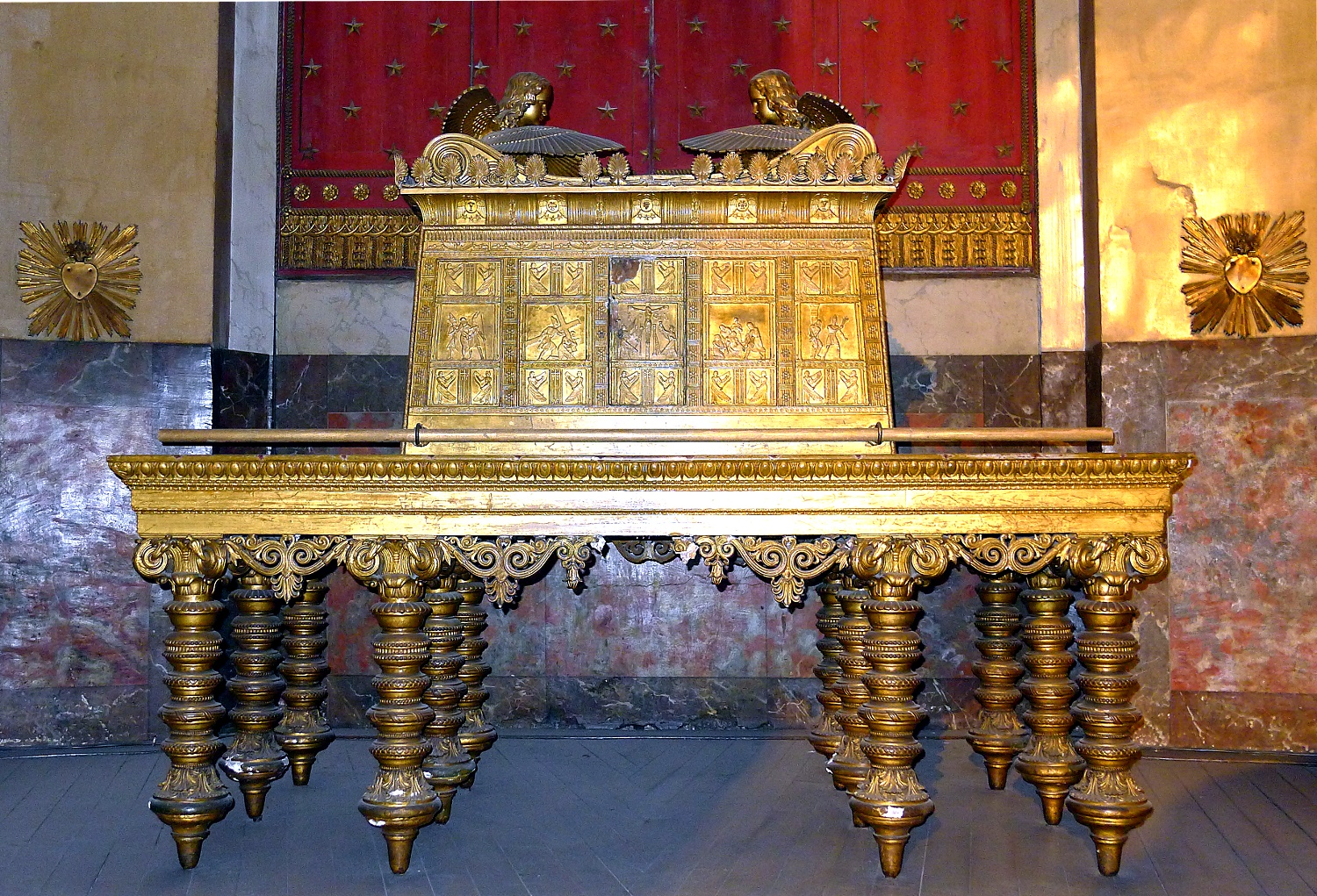
El Arca de la Alianza.
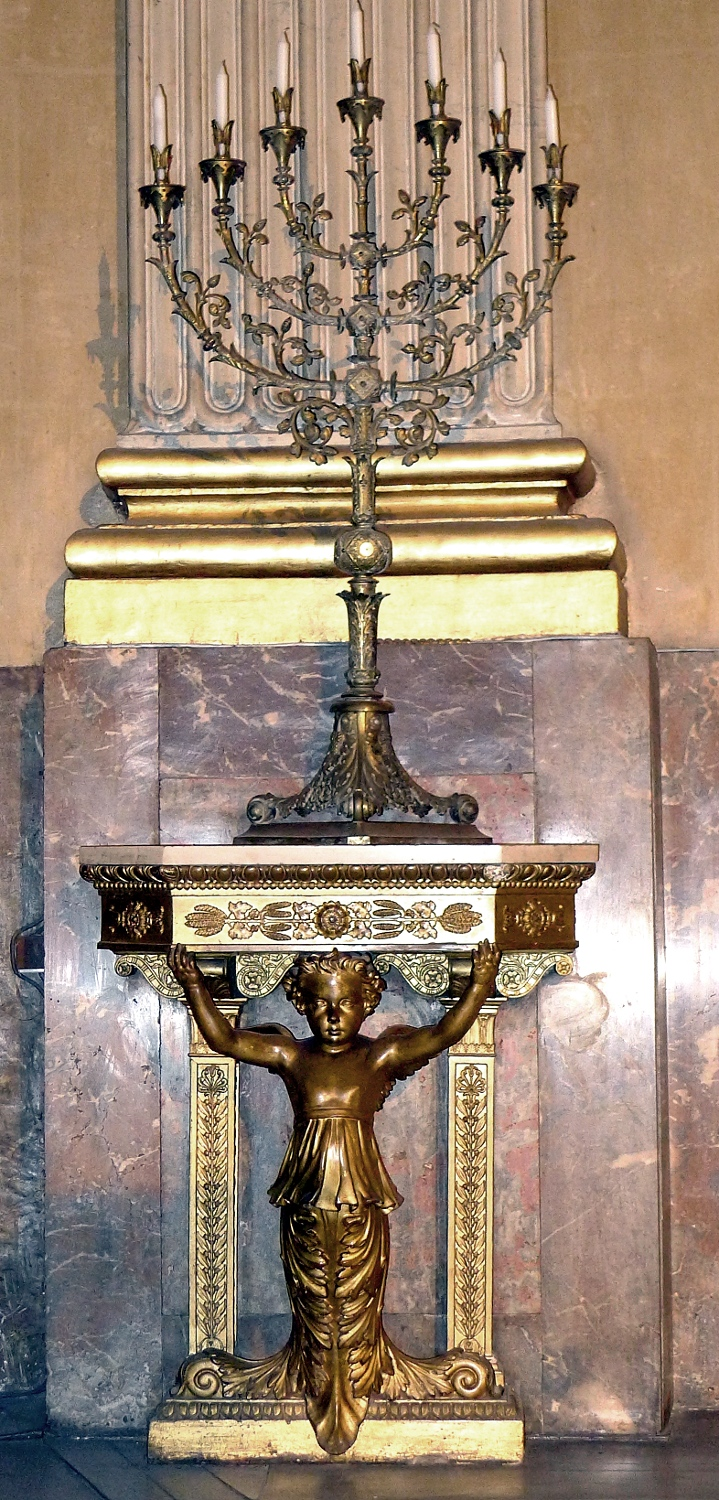
Candelabro de siete brazos.

#### Capilla de la Virgen
La capilla de la Virgen prolonga el coro hacia el norte. Este edificio adicional diseñado por Jules Hardouin-Mansart y construido en 1709 con los fondos recaudados por la lotería se presenta bajo la forma de un elipsoide de tamaño respetable cuyo eje grande está orientado oeste-este, es decir, en ángulo recto con el eje principal de la iglesia. Esta capilla, que mezcla los estilos barroco y clásico, tiene varios elementos destacables. Posee una cúpula cuya bóveda soporta una Asunción pintada entre 1749 y 1756 por el primer pintor del duque de Orleans, Jean-Baptiste Marie Pierre, y restaurada en 1932.
Su altar, donde se encontraba antiguamente una Anunciación de Étienne Maurice Falconet desaparecida durante la Revolución, está coronado desde 1805 por la Natividad del Val-de-Grâce (1665) del escultor Michel Anguier. Encima de ella hay una imponente Gloria divina de Falconet en la cual los rayos y nubes están plagados de cabezas de querubines que descienden sobre la Sagrada Familia. Este conjunto está completado por dos otras obras, el San Jerónimo de Lambert-Sigisbert Adam (1752) y una Santa Bárbara anónima (ca. 1700), situadas a ambos lados del altar.

Capilla de la Virgen
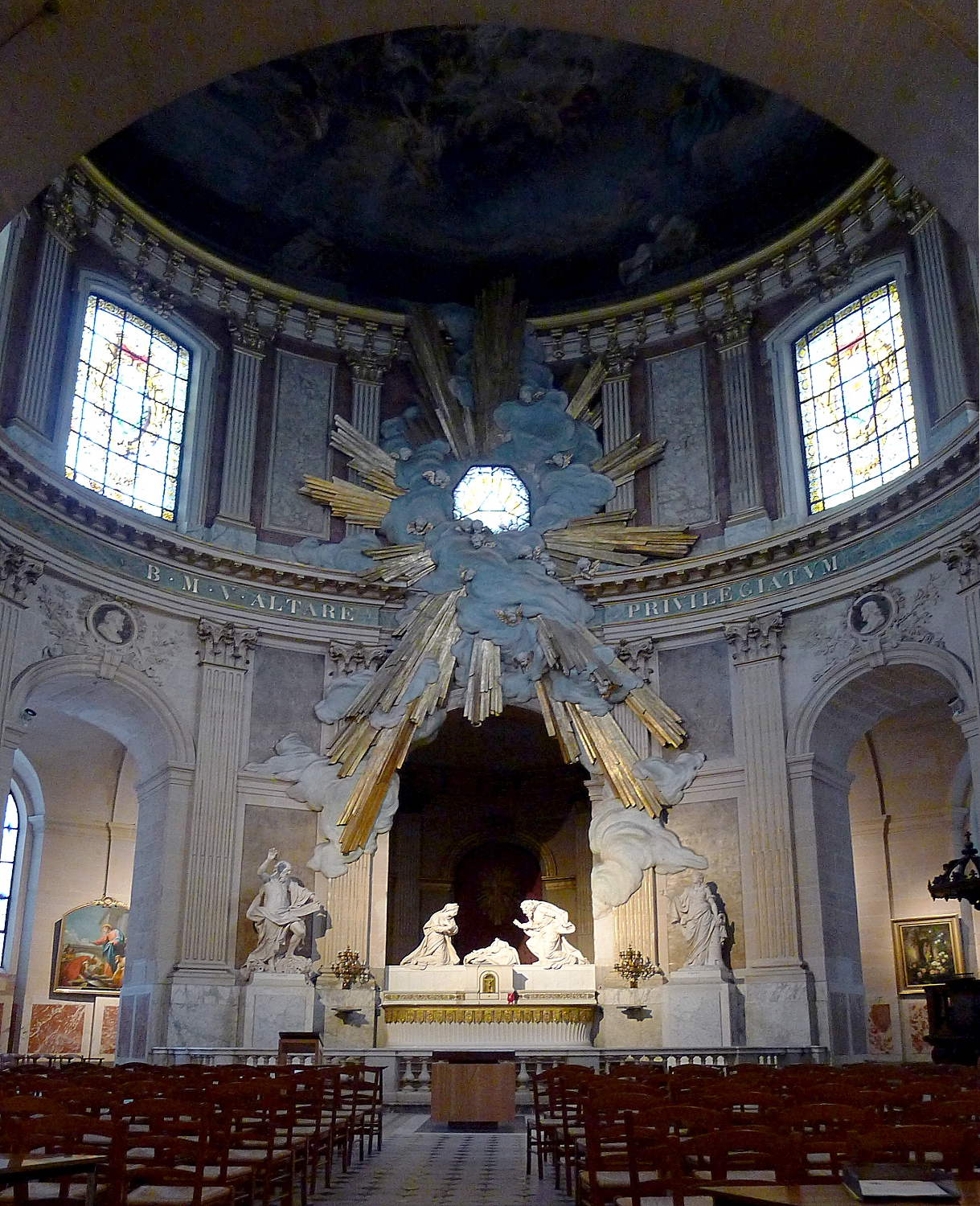
La capilla de la Virgen.
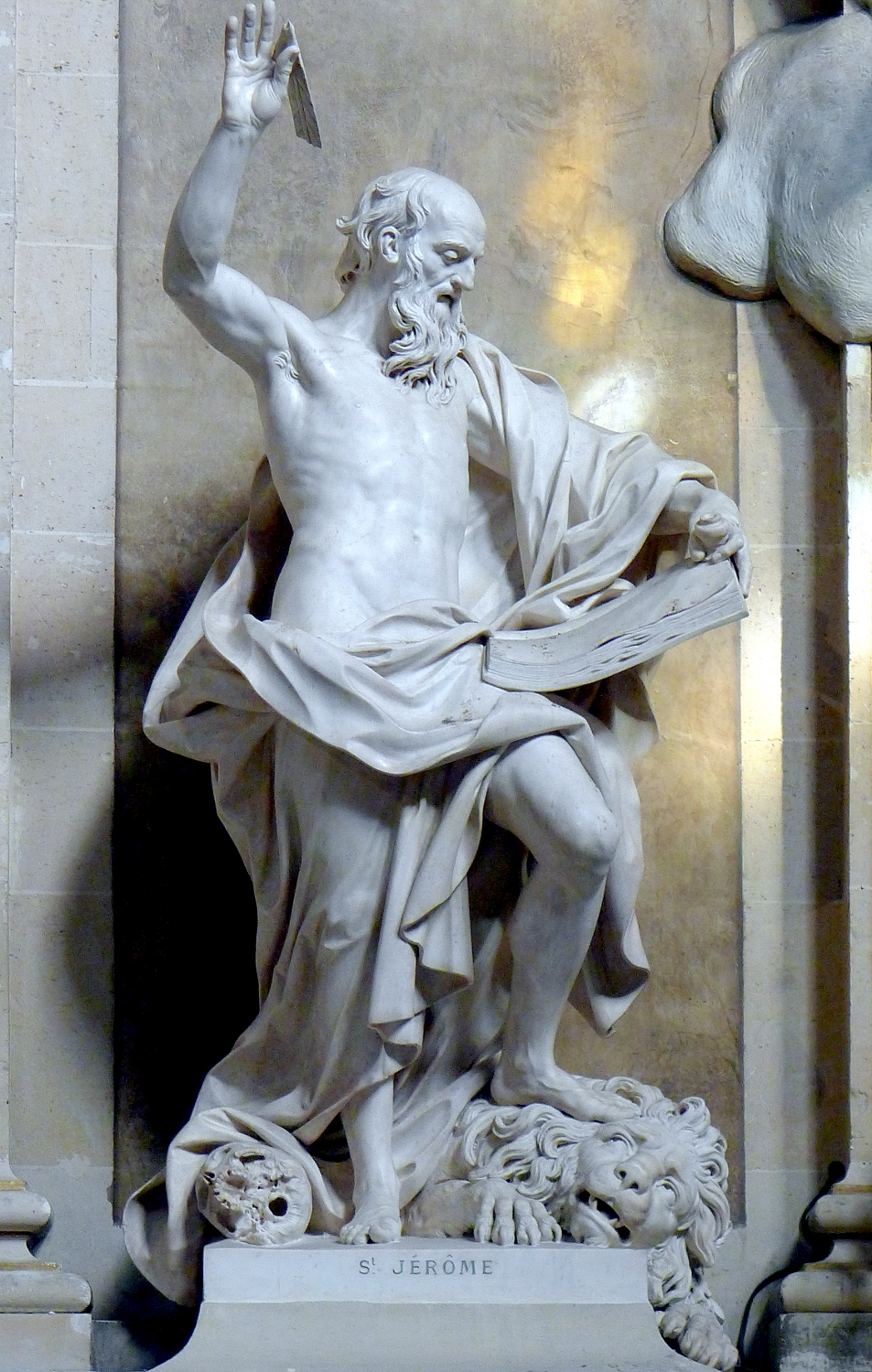
San Jerónimo, Lambert-Sigisbert Adam.
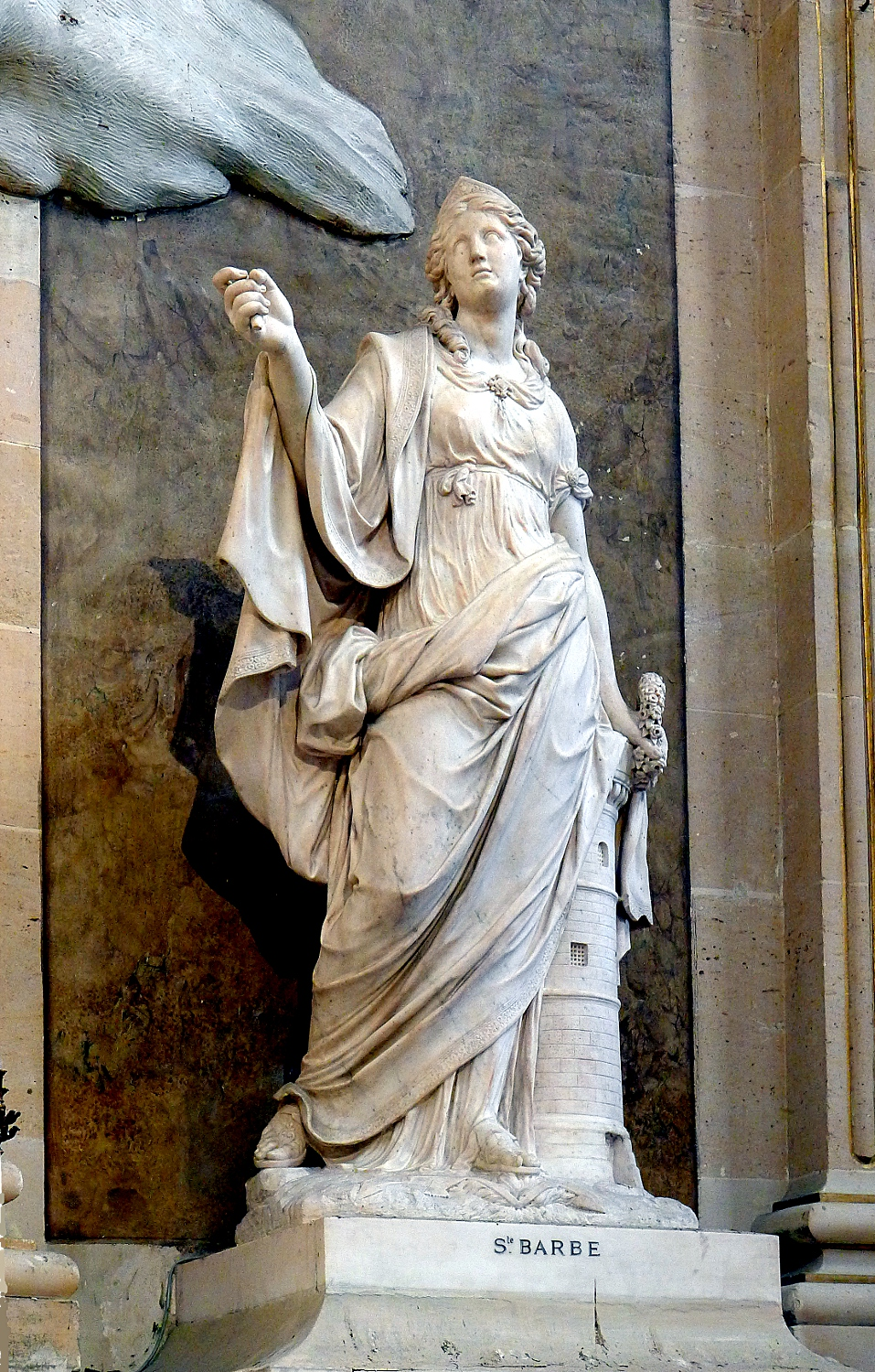
Santa Bárbara.
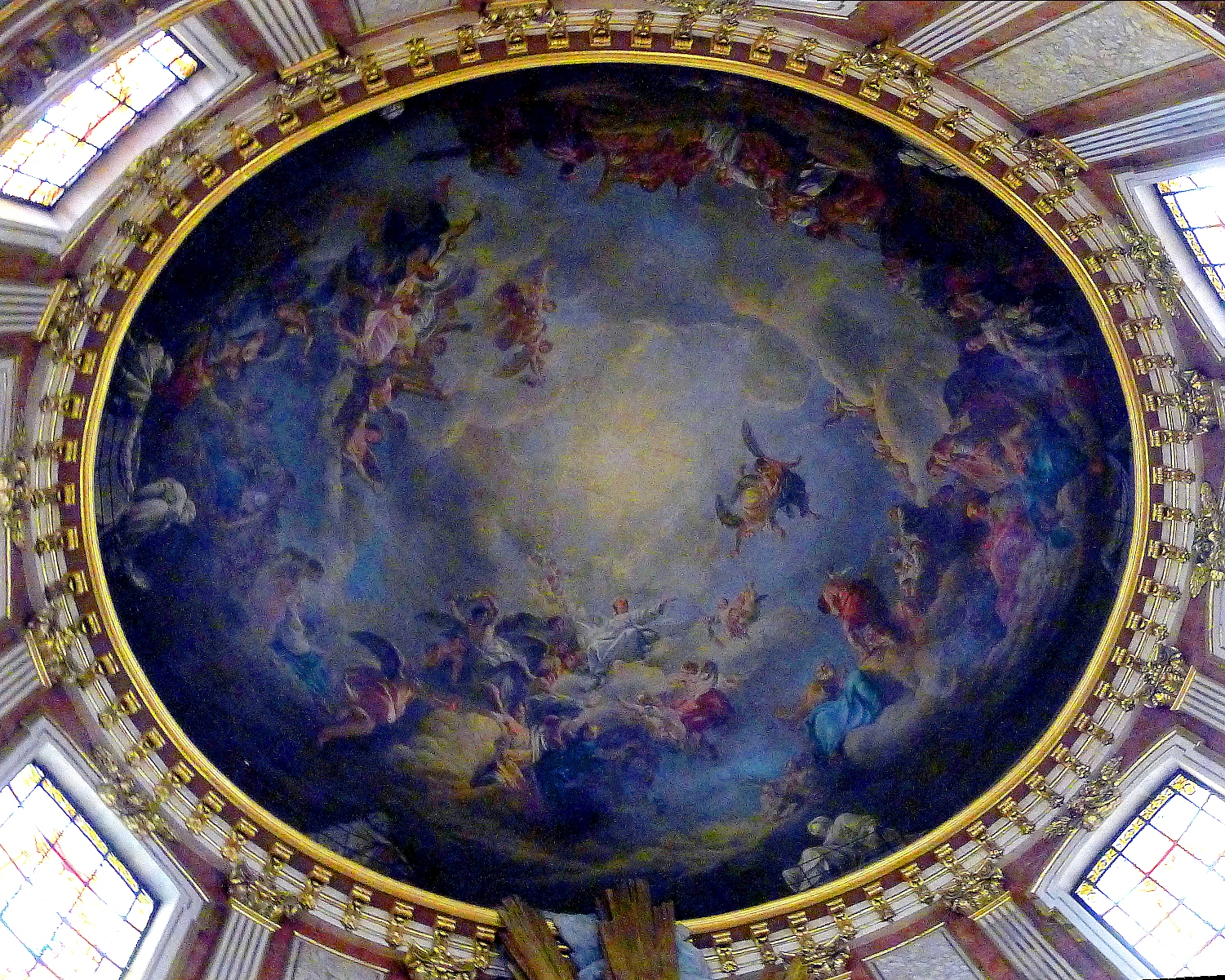
Cúpula de la capilla de la Virgen, con la Asunción de Jean-Baptiste Marie Pierre.
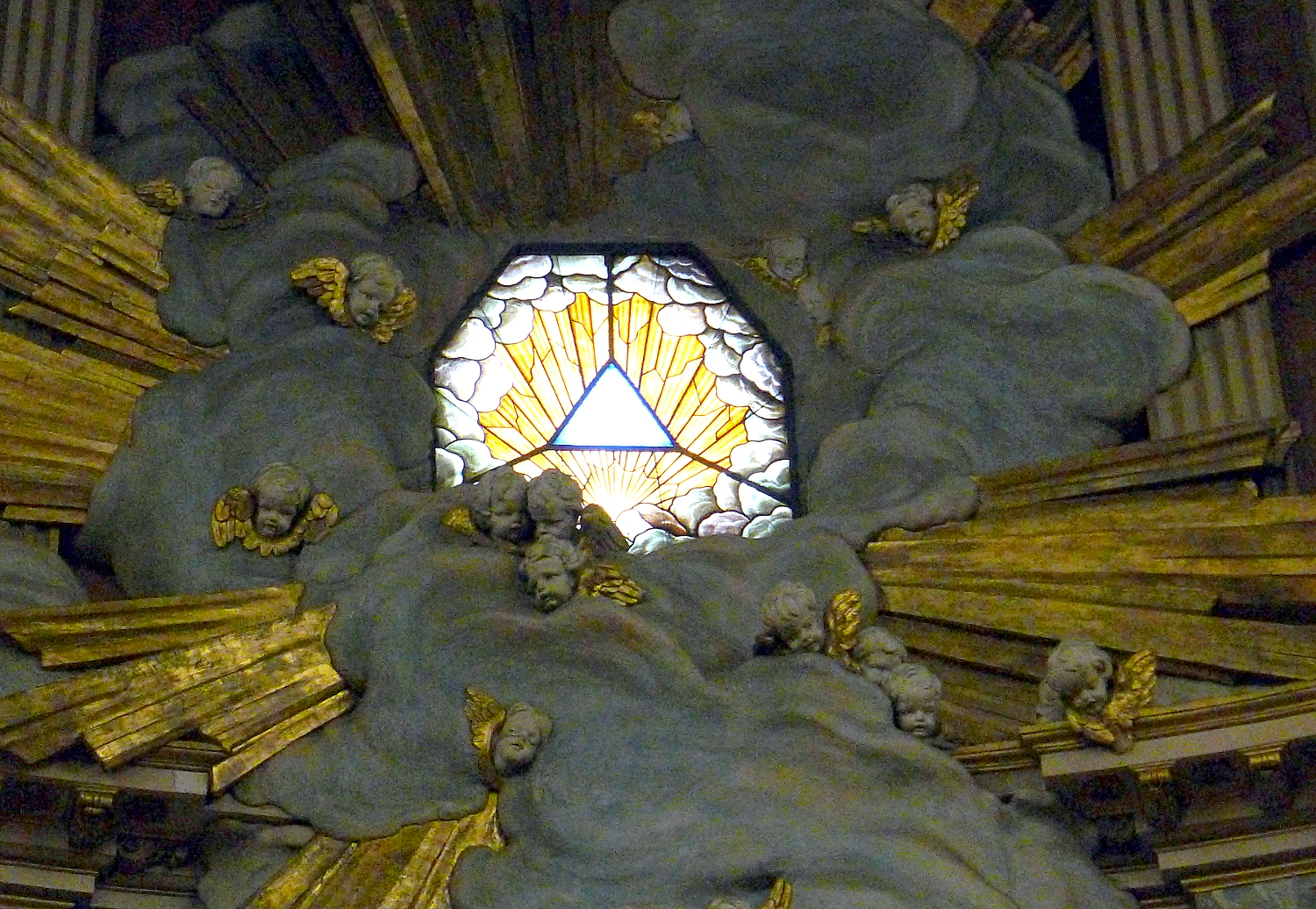
Detalle de la Gloria divina, con los rostros de querubines.

#### Capilla de las fuentes bautismales

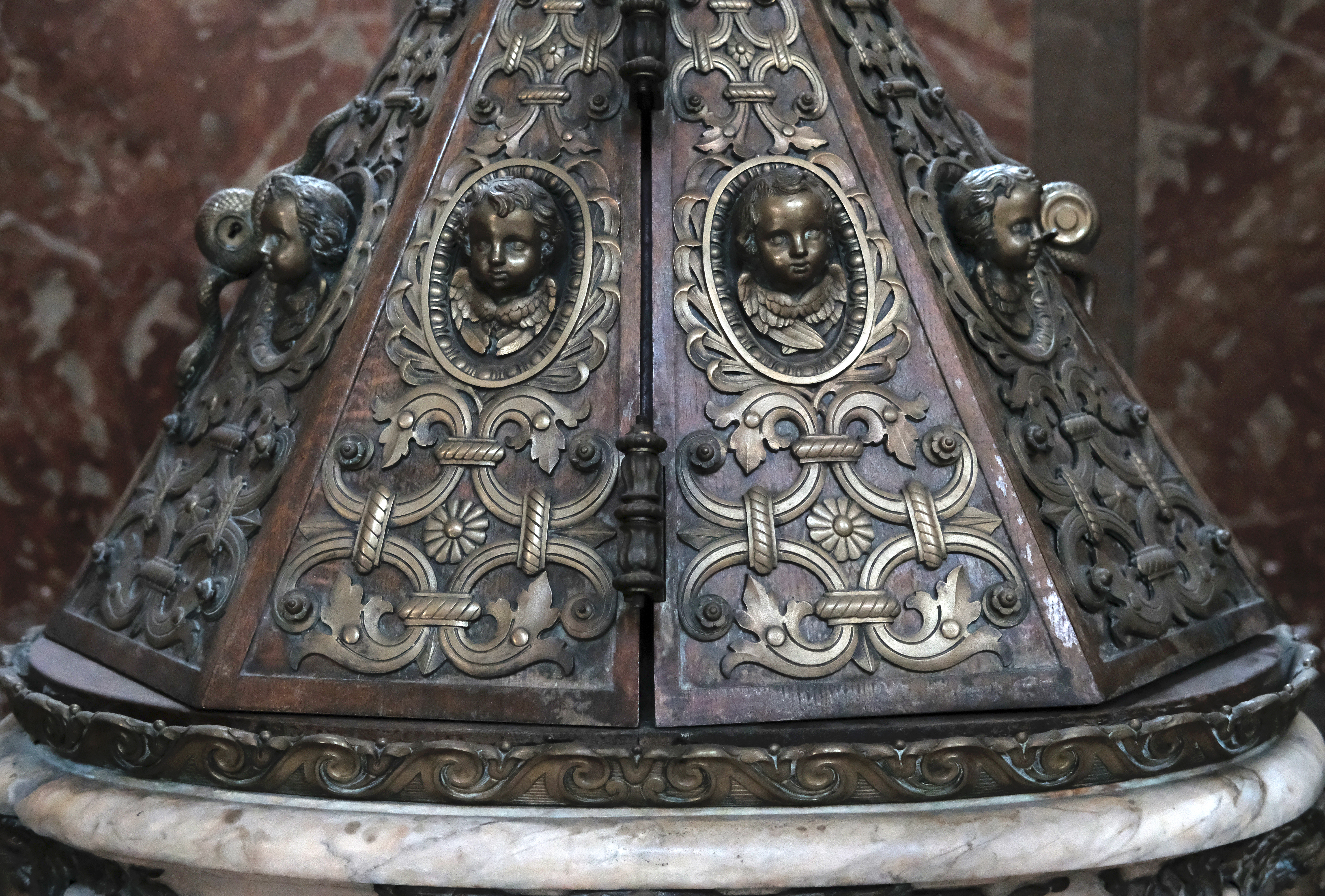
Decoración de la pila bautismal.

Las dos pinturas murales de 1853 son de Théodore Chassériau (1819-1856). A la izquierda, san Felipe, uno de los primeros diáconos de la comunidad cristiana, bautiza por inmersión al ministro de la reina de Etiopía, que le había solicitado el bautismo. A la derecha, san Francisco Javier (1506-1552), misionero jesuita, bautiza por aspersión a los que ha convertido al cristianismo en la India y en Japón. Fue uno de los primeros compañeros de san Ignacio de Loyola en 1534.

#### Capilla de san Juan Bautista
Esta capilla tiene una escultura de mármol, El bautismo de Jesús, obra de Jean-Baptiste I Lemoyne (1681-1731) y de su sobrino Jean-Baptiste II Lemoyne.

#### Coro
Muchas personas han sido enterradas en esta iglesia, especialmente en el siglo XVIII. El clero tenía su cripta bajo el coro, con una entrada protegida por una losa de mármol negro. Esta losa, todavía visible, tiene una inscripción funeraria así como varios símbolos de carácter apotropaico, como cráneos y antorchas invertidas. Entre las personas civiles enterradas aquí se encuentran los escultores François y Michel Anguier, el poeta Pierre Corneille, el arquitecto de jardines André Le Nôtre, el almirante René Duguay-Trouin, Diderot y Charles-Michel de l'Épée, entre muchos otros. Simon Challe realizó el púlpito de san Roque entre 1752 y 1758. Solo se ha conservado intacto el dosel, una enorme cortina en remolino sostenida por la Verdad, que sostiene una trompeta y levanta el velo del Error. Las cariátides que sostienen el púlpito son más recientes: datan del siglo XX y son de Gabriel Rispal.

Vistas del interior de la iglesia
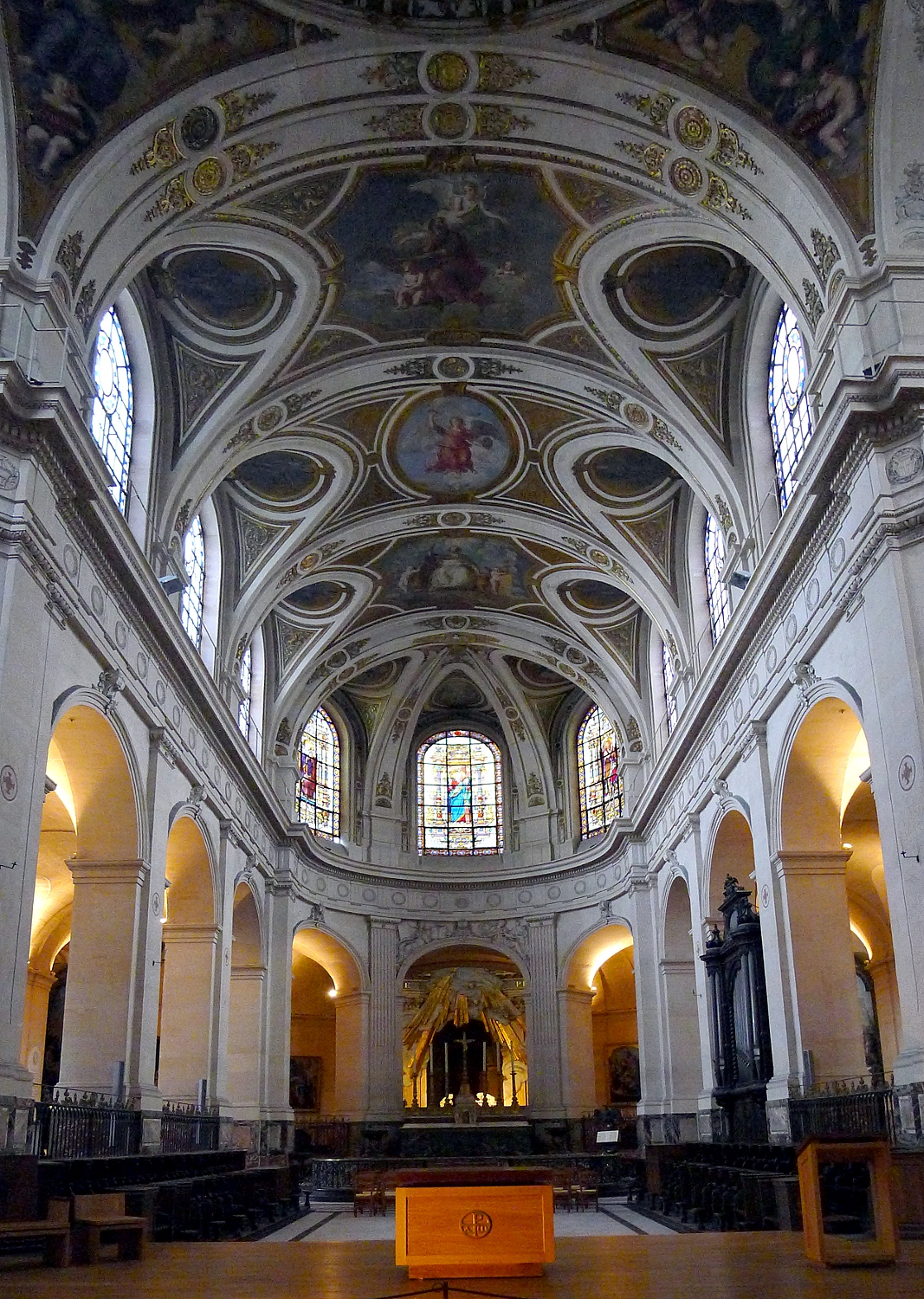
Vista general del coro.
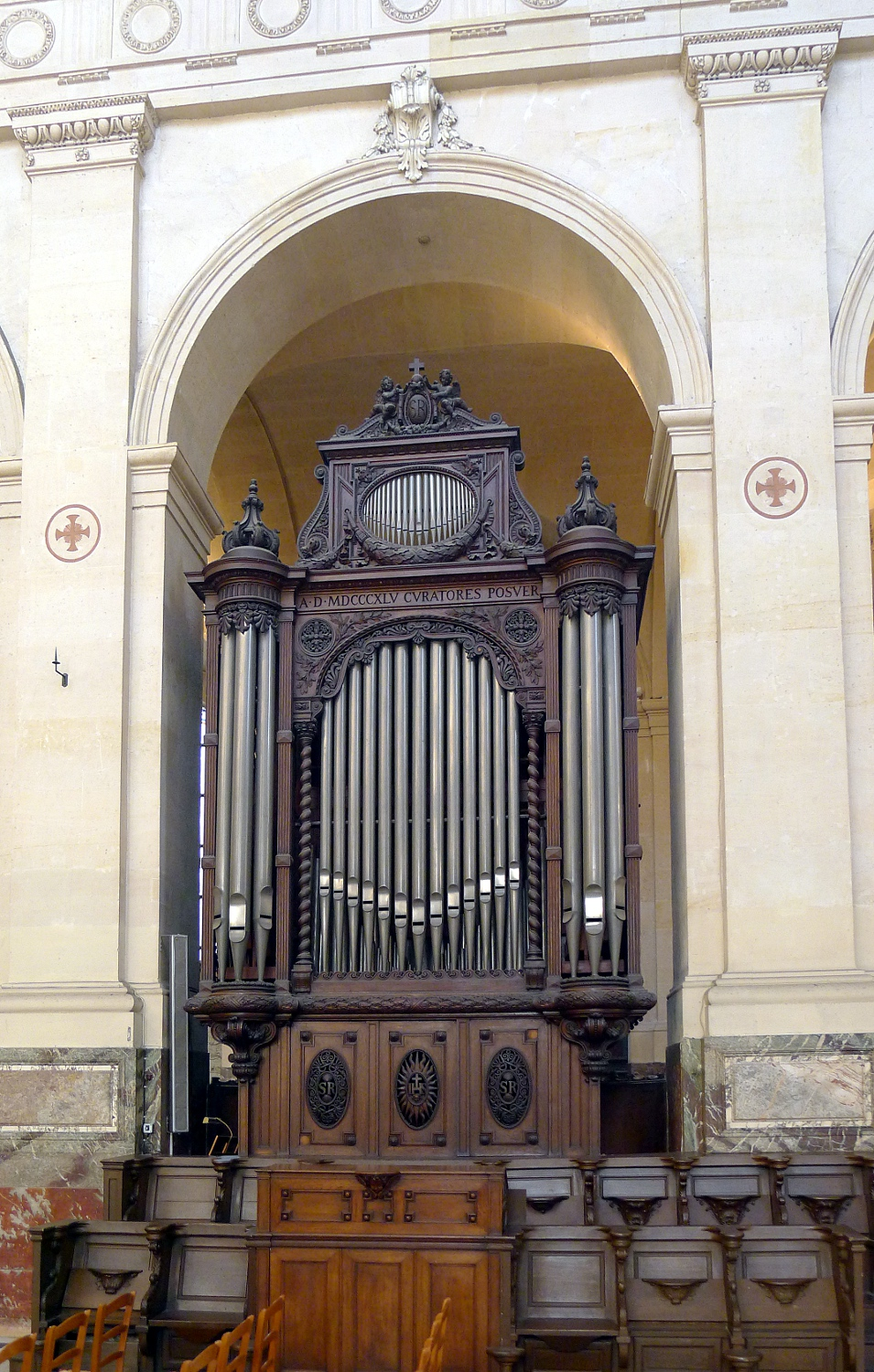
El órgano del coro.
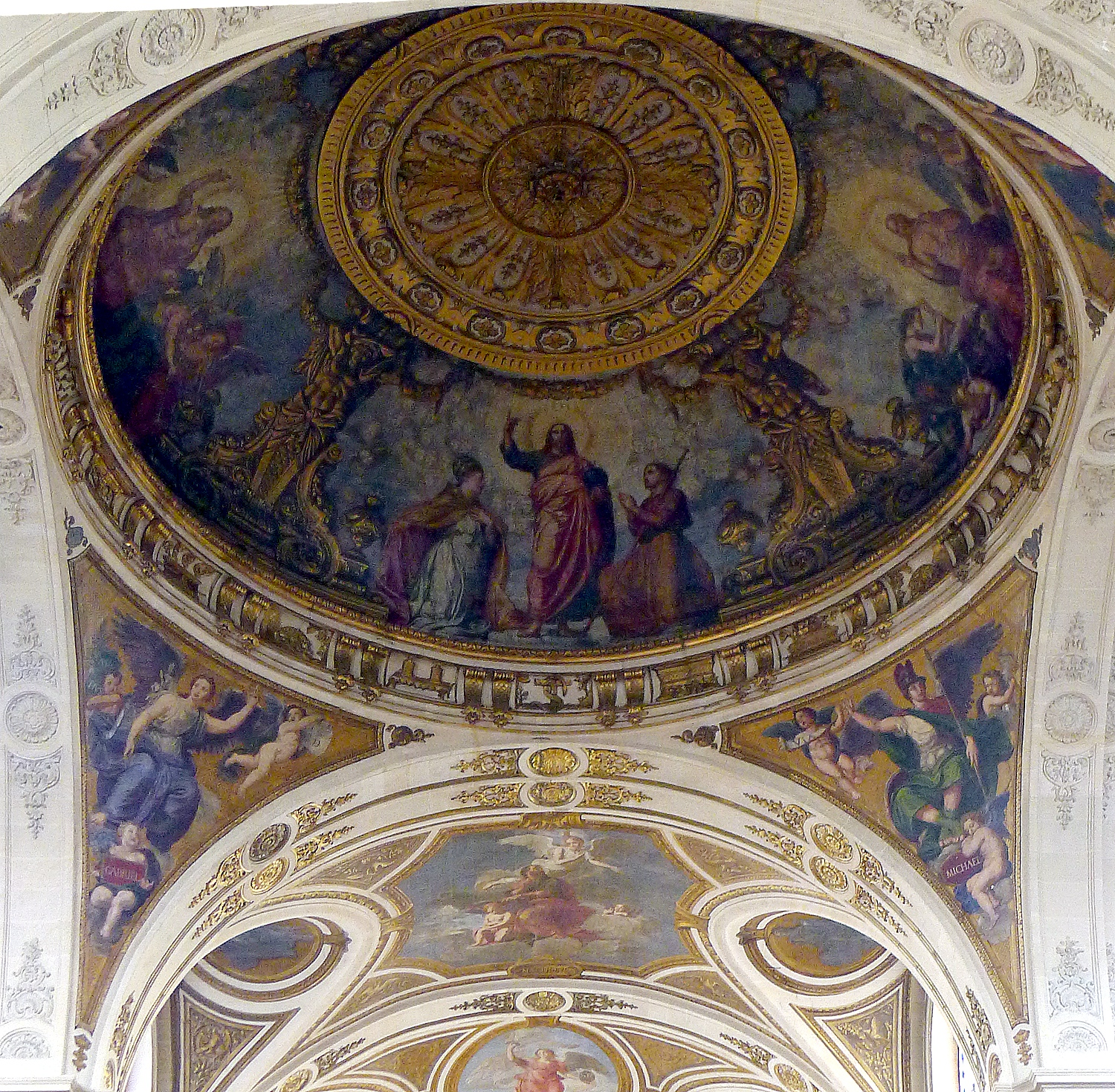
Cúpula central del transepto.
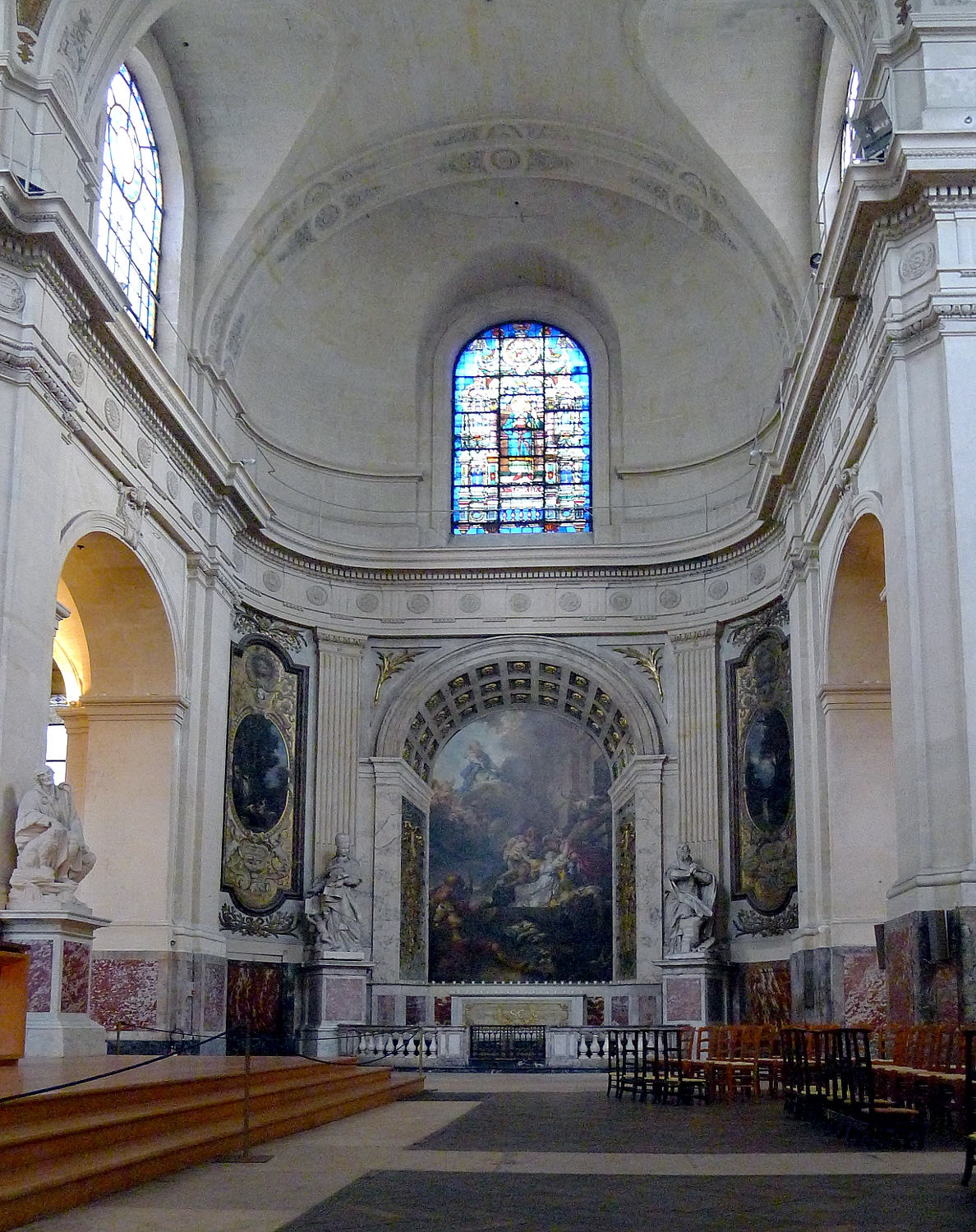
Ala este del transepto.
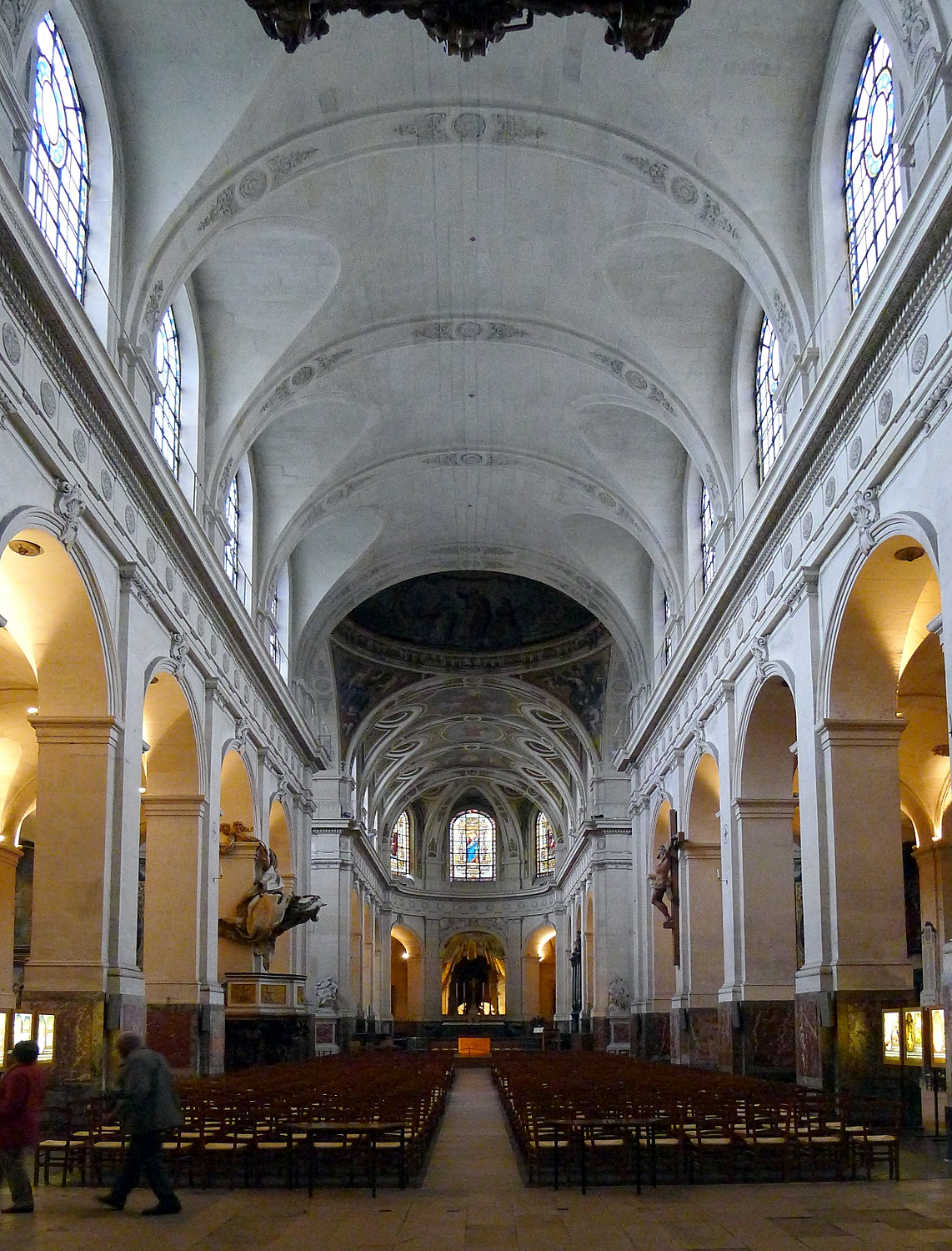
Nave central.
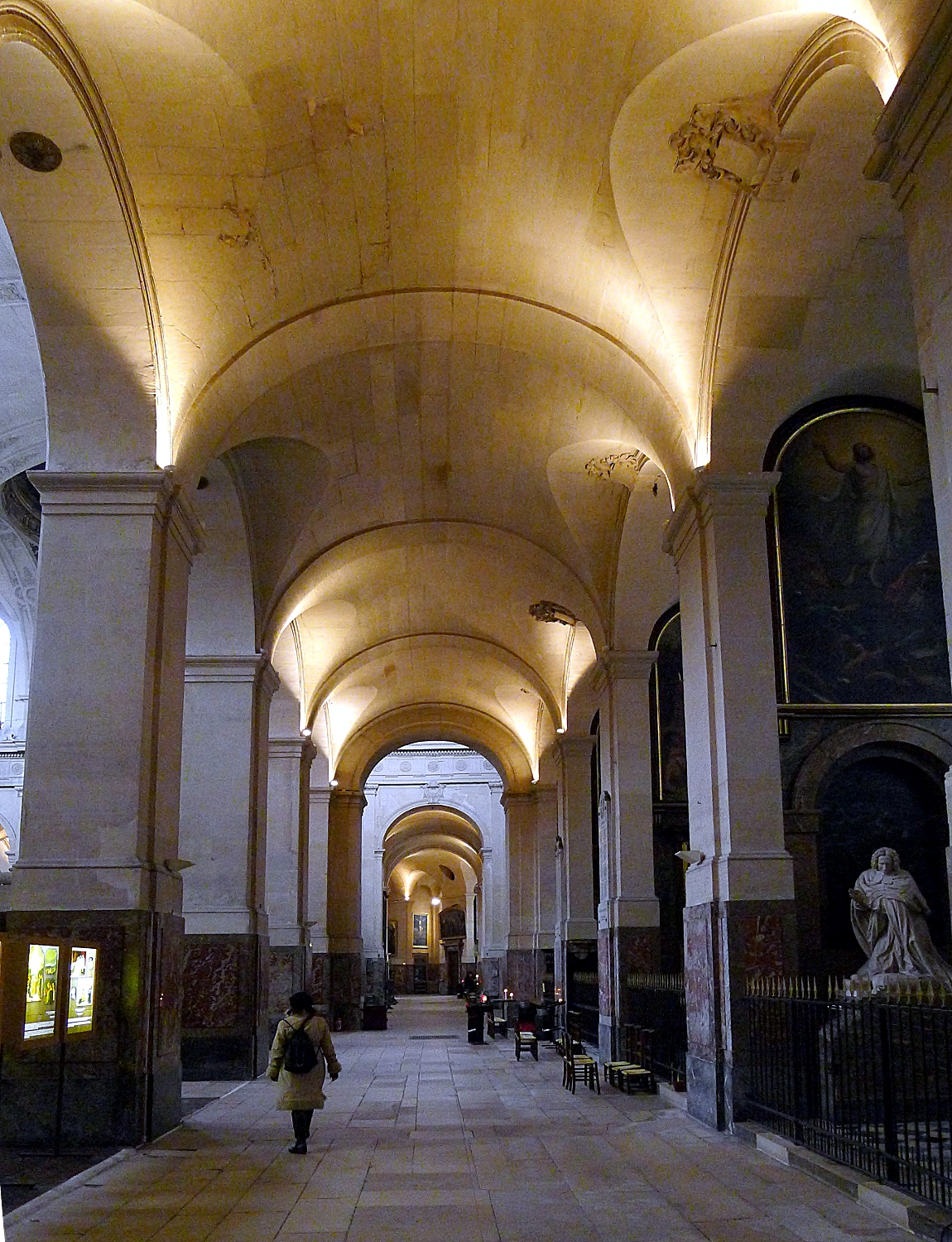
Nave colateral sur.
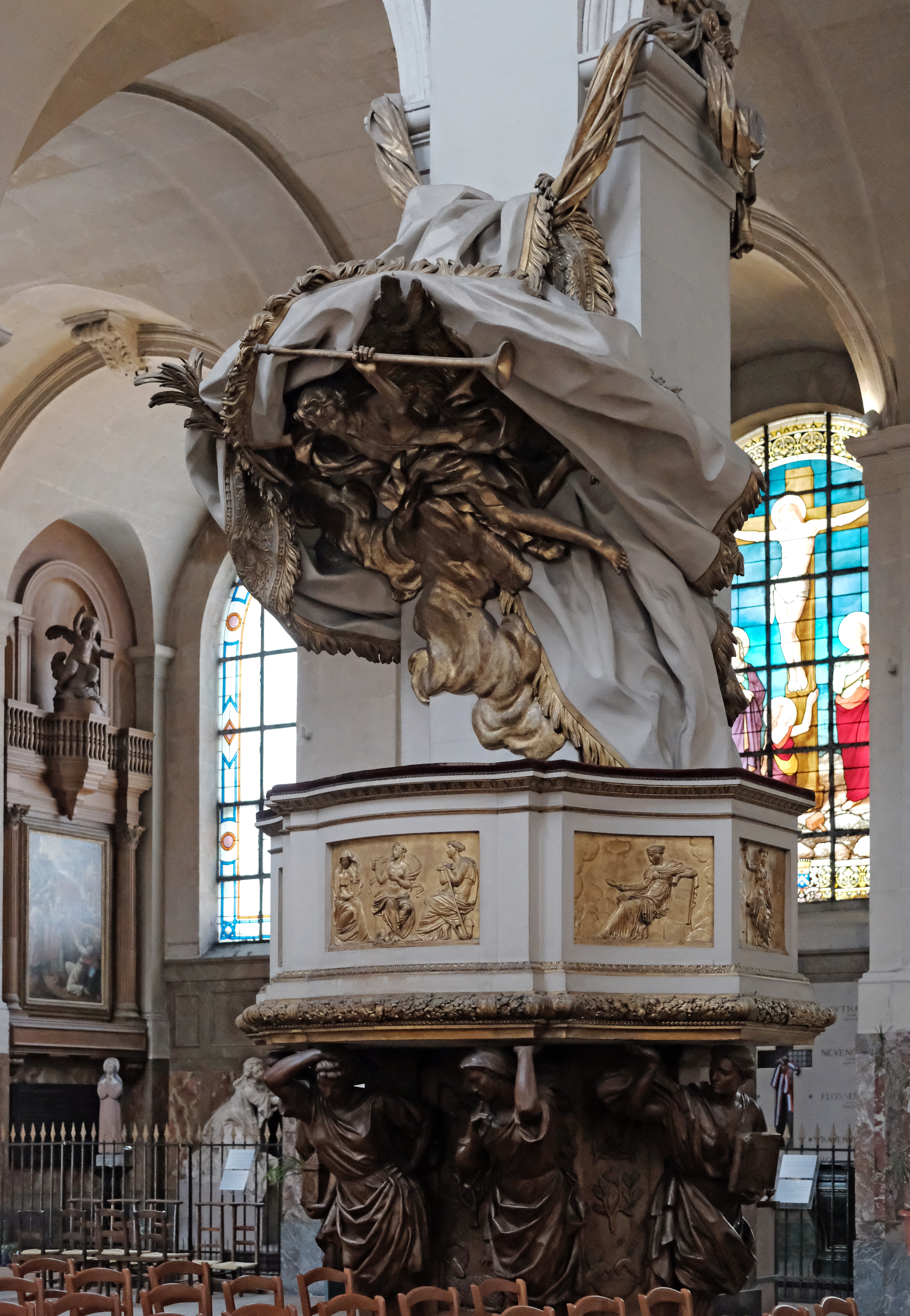
Vista general del púlpito.

### Los grandes órganos

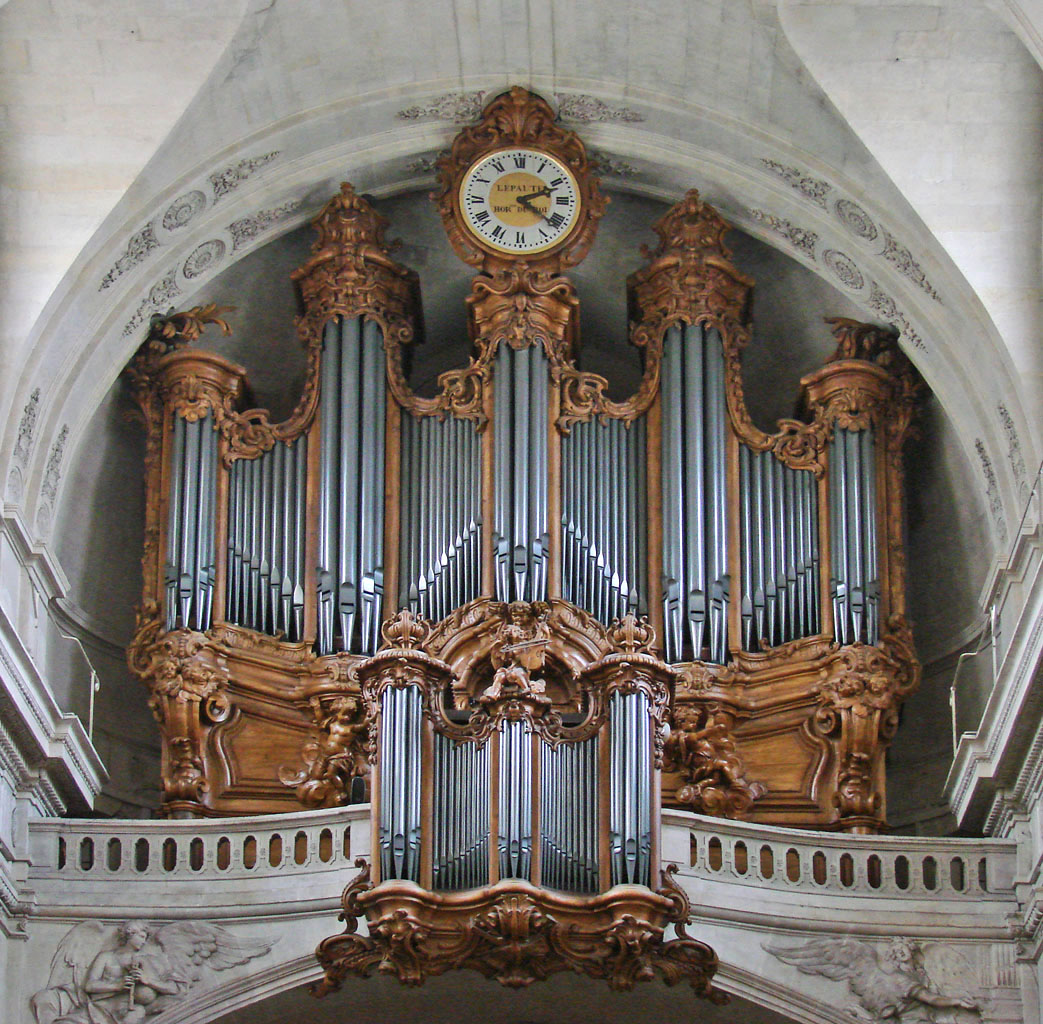
Los grandes órganos.

Los llamados «grandes órganos» son obra de Louis-Alexandre Clicquot y fueron restaurados por Cavaillé-Coll. Se componen de cuatro teclados manuales y un pedalero, con cincuenta y tres juegos (tracción mecánica de los teclados y los juegos), y 2832 tubos. El órgano inicial, cuyo mueble es su único vestigio, fue construido en 1752 por Louis-Alexandre Clicquot, modificado en 1769 por su hijo, el célebre François-Henri Clicquot, deteriorado en la Revolución y reconstruido por Pierre-François Dallery en 1826. Un modelo similar en todos los aspectos se encuentra en la colegiata de San Juan de Pézenas.
Un titular célebre del órgano fue Claude-Bénigne Balbastre, cuya brillante manera de tocar atraía a una multitud tan grande que el arzobispo de París tuvo que prohibir que se interpretaran sus noëls variés en San Roque durante el Adviento. Louis James Alfred Lefébure-Wely fue el organista desde 1831 hasta 1846 (sucedió a su padre, Isaac-François Lefébure-Wely). La titular actual es Françoise Levechin.

### El órgano del coro
Este instrumento es obra del fabricante de órganos Cavaillé-Coll, en 1865. Fue modificado por Mutin en 1913. El instrumento se compone de doce juegos, repartidos en dos teclados y un pedalero. Las transmisiones de los juegos y de las notas son mecánicas. El mueble del órgano está declarado monumento histórico.

## Cuadros y vidrieras

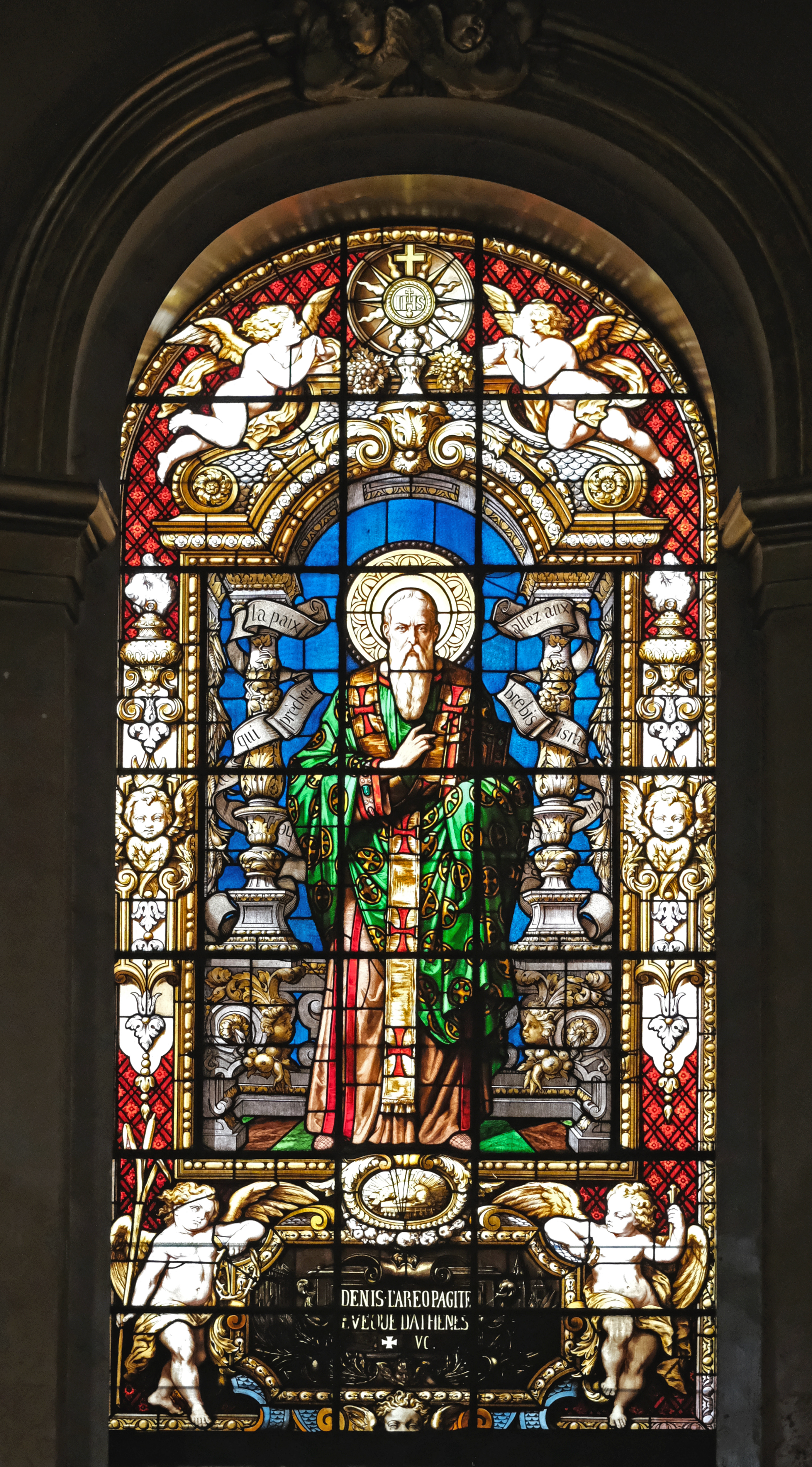
San Dionisio Areopagita, obispo de Atenas.

La iglesia conserva un notable conjunto de cuadros de pintores de los siglos XVII, XVIII y XIX, así como numerosas vidrieras del siglo XIX.
- Auguste Charpentier (1813-1880), cuadros declarados monumento histórico:
  - La inocencia, 1833[13]
  - La fuerza, 1833[14]
  - La sabiduría, 1833[15]
  - La caridad, 1833[16]
  - La religión, 1833[17]
  - La extremaunción, 1833[18]
  - Los funerales, 1833[19]
  - Las Santas Mujeres en el sepulcro, 1850[20]
  - La Resurrección, 1850[21]
  - La ley divina, 1850[22]
- Vidrieras
  - La crucifixión, Louis Steinheil (1875), en la capilla de la Compasión;
  - San Juan Bautista (finales del siglo XIX);
  - La muerte de san José, talleres Lorin (hacia 1880), en la capilla del Calvario;
  - San Dionisio Areopagita.

## Anexo: Personas enterradas en la iglesia

### sigloXVII

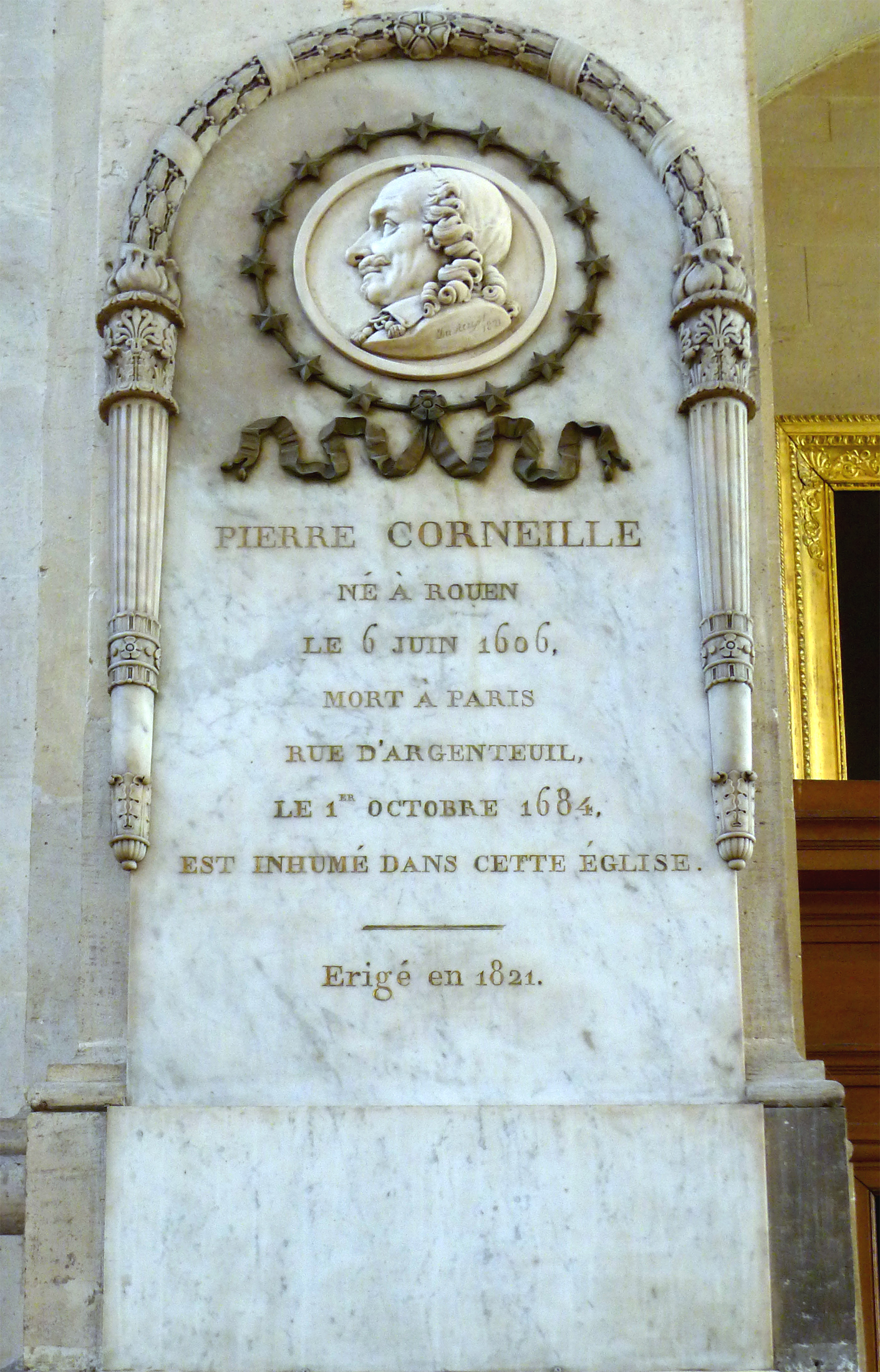
Placa que conmemora el entierro de Pierre Corneille en esta iglesia.

- César de Vendôme (25 de octubre de 1664)
- François Anguier (1669)
- Pierre Corneille (1684)
- Michel Anguier (1686)
- Antoinette Des Houlières, más conocida con el nombre de Madame Deshoulières, mujer de letras cuyo nombre de soltera era Antoinette du Ligier de la Garde. Bautizada el 2 de enero de 1638 en la Iglesia de Saint-Germain-l'Auxerrois, falleció el 17 de febrero de 1694 y fue enterrada el 19 de febrero junto a su esposo Guillaume de la Font de Boisguérin, señor Des Houlières, que había sido enterrado el 5 de enero de 1693.
- Antoinette Thérèse de la Font de Boisguérin Deshoulières, hija de la anterior, nacida en 1662 y apodada Mademoiselle Deshoulières. También mujer de letras, murió el 8 de agosto de 1718 y fue enterrada el 9 de agosto de 1718 en la cripta de la capilla de la Virgen.

### sigloXVIII

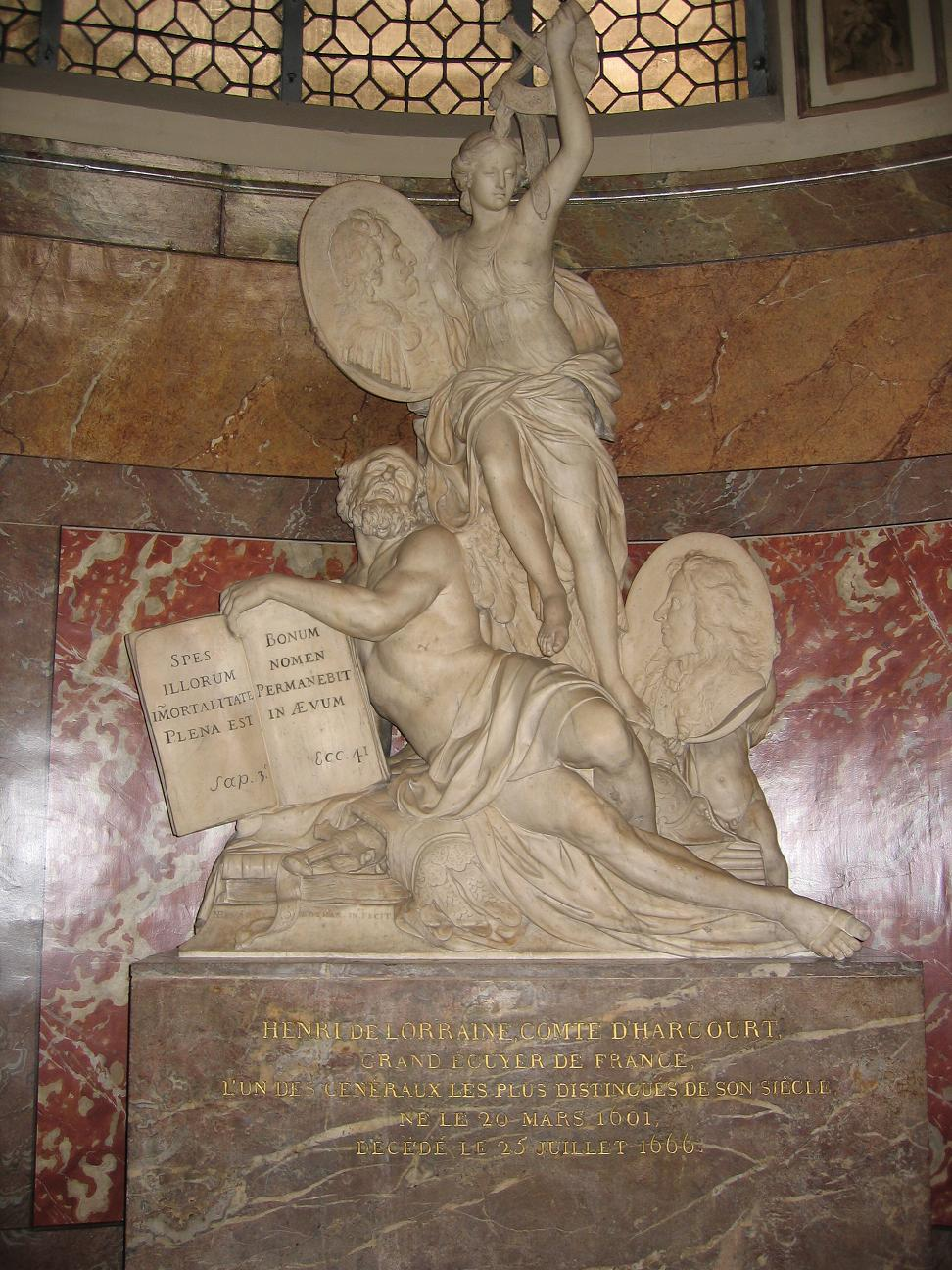
Nicolas Renard, Tumba de Enrique de Lorena, conde de Harcourt.

- André Le Nôtre (16 de septiembre de 1700, capilla de San Andrés )
- Catherine Plastrier (1706)

- Françoise Langlois, esposa de Le Nôtre  (1707)
- Martin Lavernot (1708)
- Nicolas Ménager (1714)
- Fortunat Rangoni (1723)
- Simon Thomassin (28 de mayo de 1733, cripta de la capilla de la Virgen)
- René Duguay-Trouin (28 de septiembre de 1736. Sus restos fueron trasladados a la Catedral de San Vicente de Saint-Malo, su ciudad natal, en 1973).
- María Ana de Borbón, princesa de Conti (1739)
- Claude François Bidal d'Asfeld (17 de marzo de 1743)
- René Moreau de Maupertuis, oficial de la Marina (1746)
- Philippe-Claude de La Marche (1750)
- La marquesa de Bréhan (1750)
- La condesa de Broglie-Revel (1751)
- Madame Lalive de Jully (1752)
- Charles-Jean-François Hénault (1770)
- Claude-Adrien Helvétius (1771)
- Alexis Piron (1773)
- Marie-Thérèse Rodet Geoffrin (6 de octubre de 1777)
- Charles Pandin de Rommefort (17 de junio de 1783)
- Denis Diderot (1 de agosto de 1784, en la capilla de la Virgen)
- François Joseph Paul de Grasse (6 de enero de 1788,capilla de la Virgen)
- Gabriel Bonnot de Mably (1785)
- Paul Henri Thiry d'Holbach (1789)
- Charles-Michel de L'Épée, fallecido el 23 de diciembre de 1789.

### sigloXIX
- Jean Honoré Fragonard (1806)
- Monseñor Gabriel Cortois de Pressigny, conde de Pressigny (1823, capilla de la Virgen)

Todavía se pueden ver los cenotafios de Enrique de Lorena, Pierre Corneille, André Le Nôtre, Catherine de Rougé du Plessis-Bellière, Marie-Thérèse Rodet Geoffrin...